# Музей Каподімонте

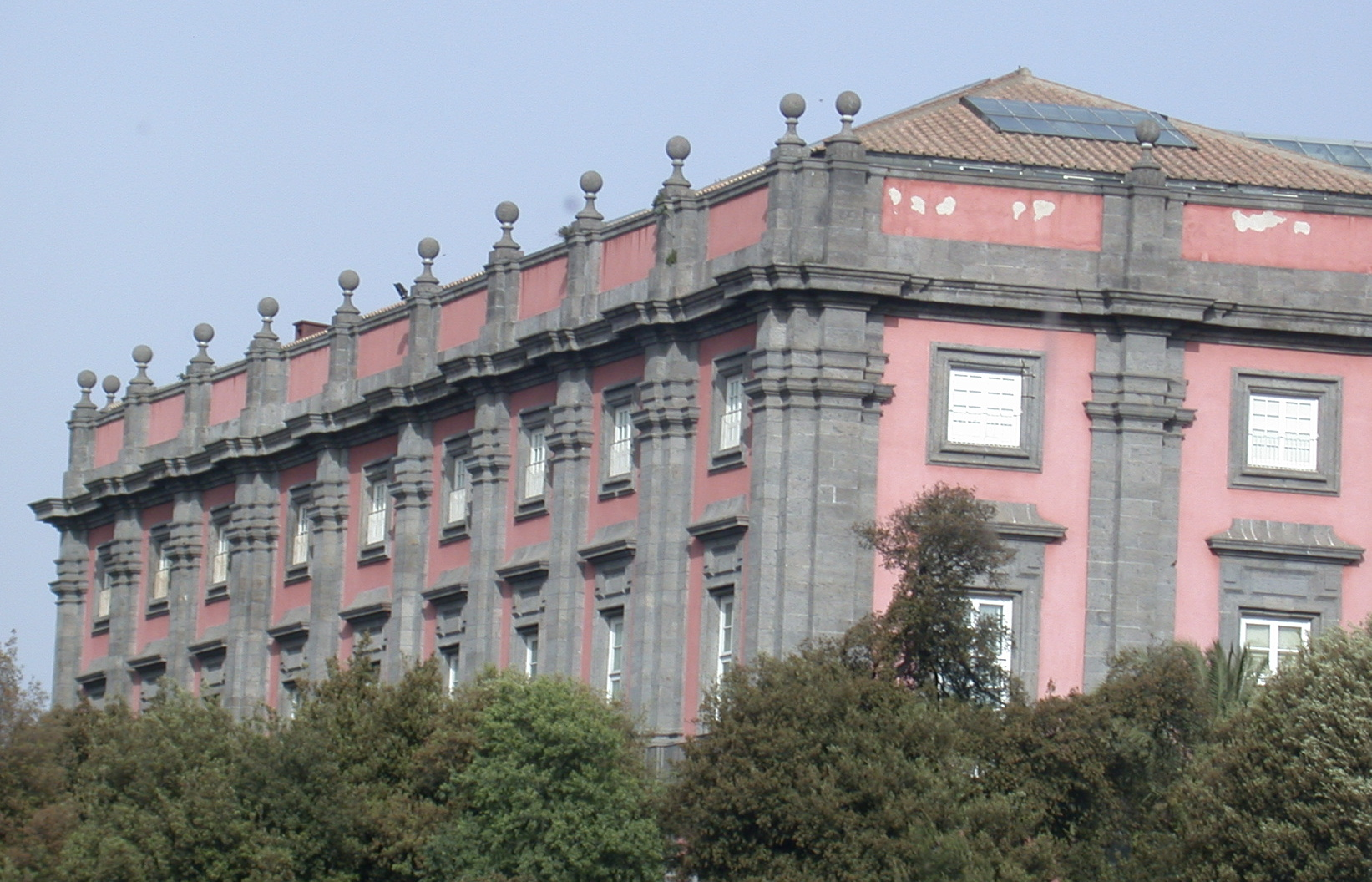
Бічний фасад палацу Каподімонте

Музей Каподімонте, повна назва Національний музей Каподімонте, відомий в Південній Італії художній музей в місті Неаполь.

## Палац Каподімонте
Будівництво у 1738 р. розпочав король Неаполя і Сицилії Карло VII( майбутній король Іспанії). Спочатку це була велика лоджия на пагорбі Каподімонте.  Але будівництво переросло у великий палац, бо ще одна  резиденція, королівський палац Портічі, була визнана замалою для пишного королівського двору. До того ж, королю треба було розмістити колекцію живопису, котру він отримав у спадок від своєї матері, Єлизавети Фарнезе з роду князів Парми.
Доручення короля отримали архітектори Анджело Карасале, Джованні Антоніо Медрано і Антоніо Каневарі. Роботи розпочалися у вересні 1738 року. Але будівництво розтяглося надовго, бо були проблеми з будівельними  матеріалами, що везли з кар'єру в П'янура. Лише у 1758 р. перша черга палацу була збудована. Роботи продовжив син короля, Фердінанд 1-й і архітектор Ф. Фуга.
В часи окупації Неаполя французьким військом Наполеона тут мешкали Жозеф Бонапарт, а потім маршал Йоахім Мюрат. Колекцію перевезли до Неаполітанського Національного археологічного  музею. В 19 столітті палац належав вельможним родинам Савойських і Аоста. Лише у 1920 р. його придбали у власність держави. З 1950 року тут Національний музей Каподімонте, куди повернули значну частку експонатів.

## Фасади палацу і музейні зали

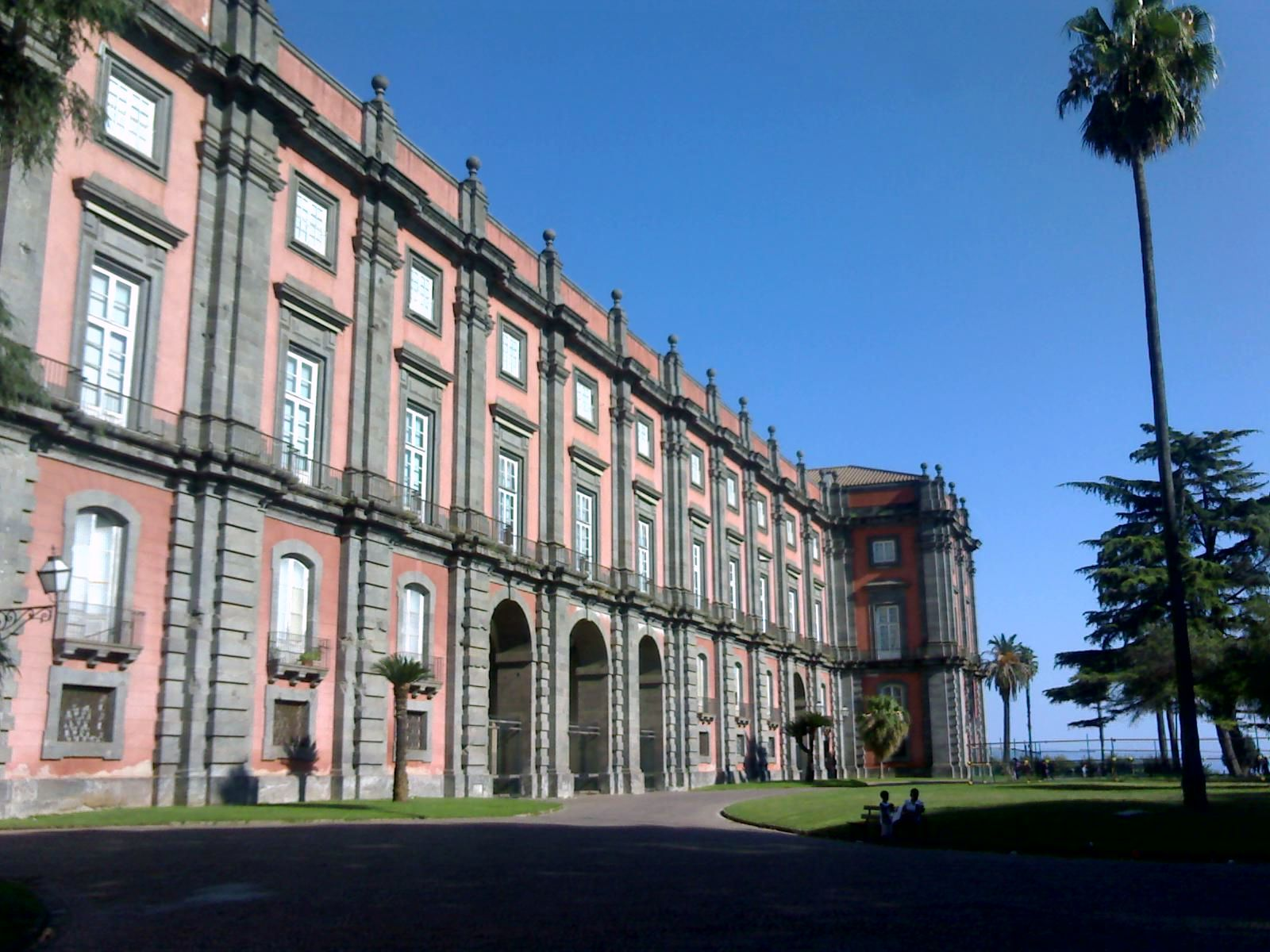
Фасад палацу Каподімонте у парк

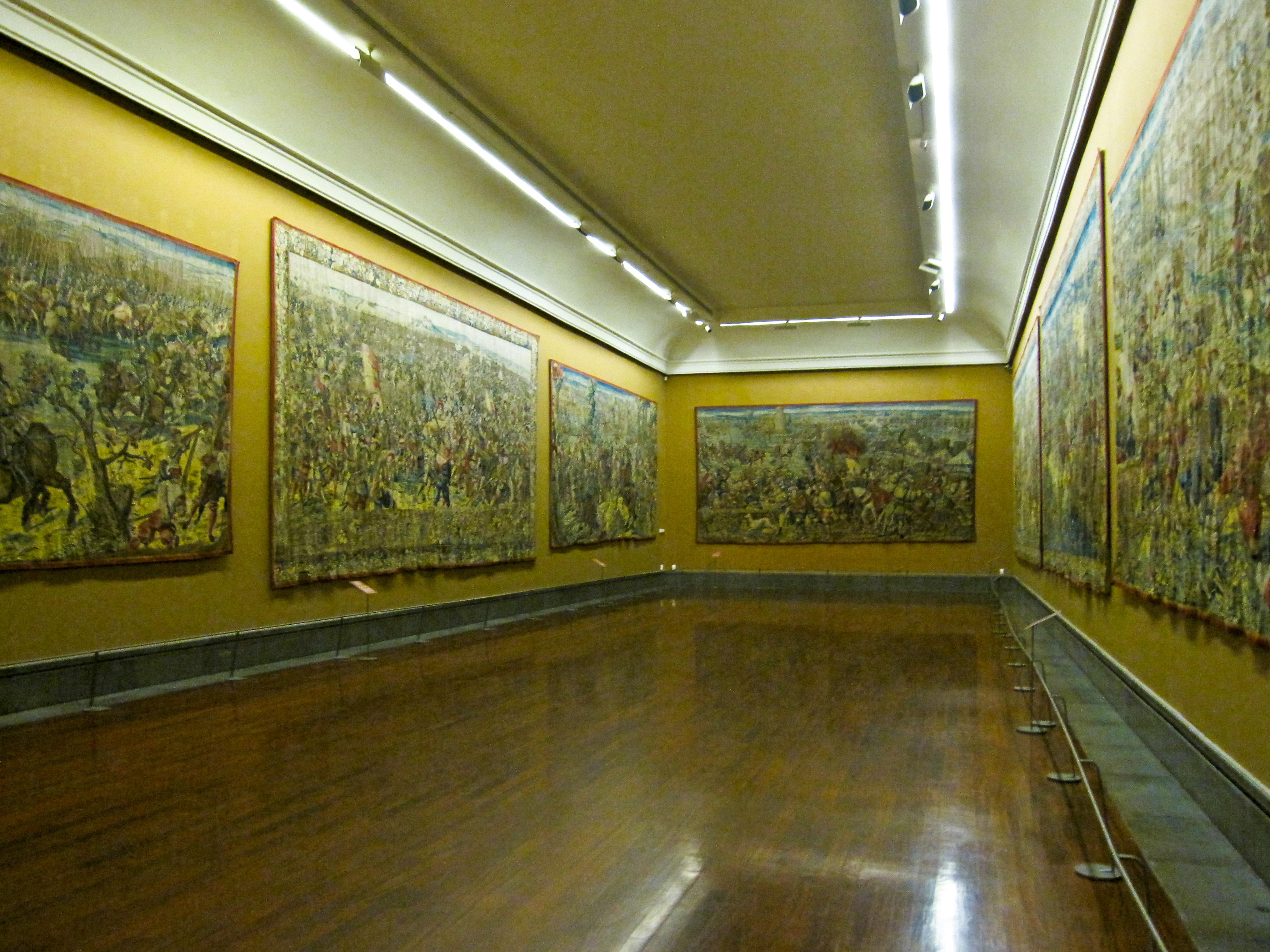
Музейна зала з аррасами

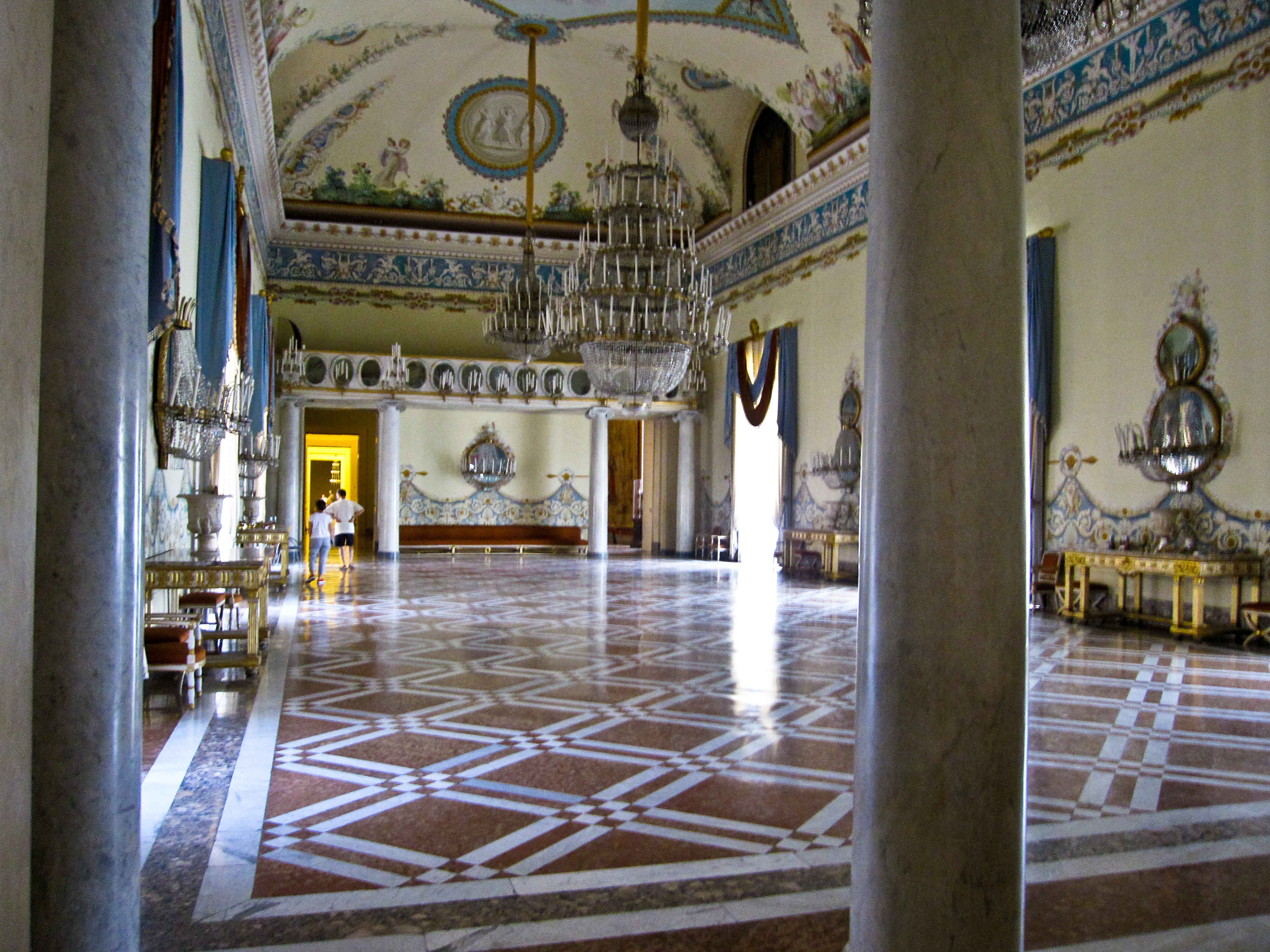
Колишня зала для танців
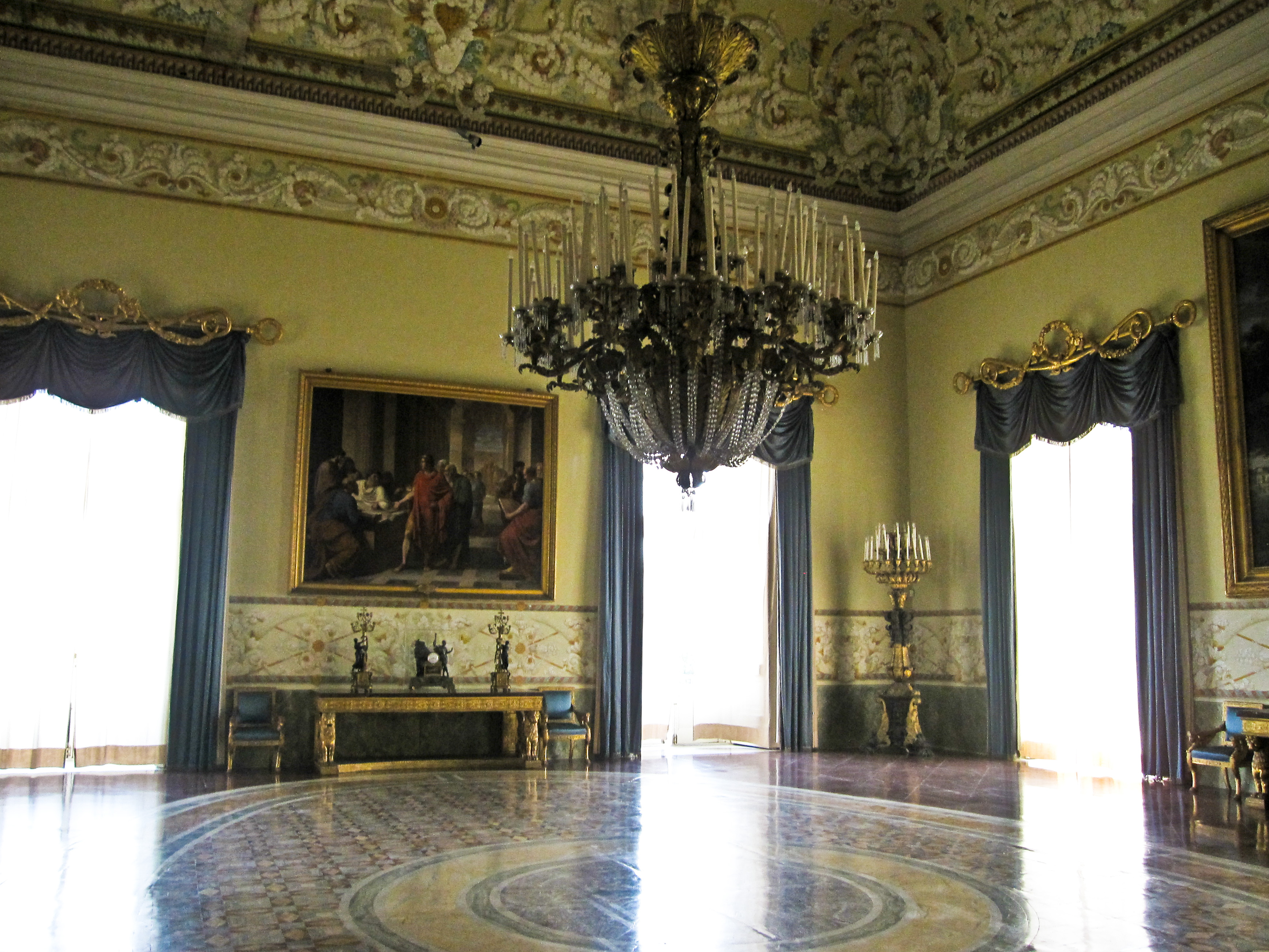
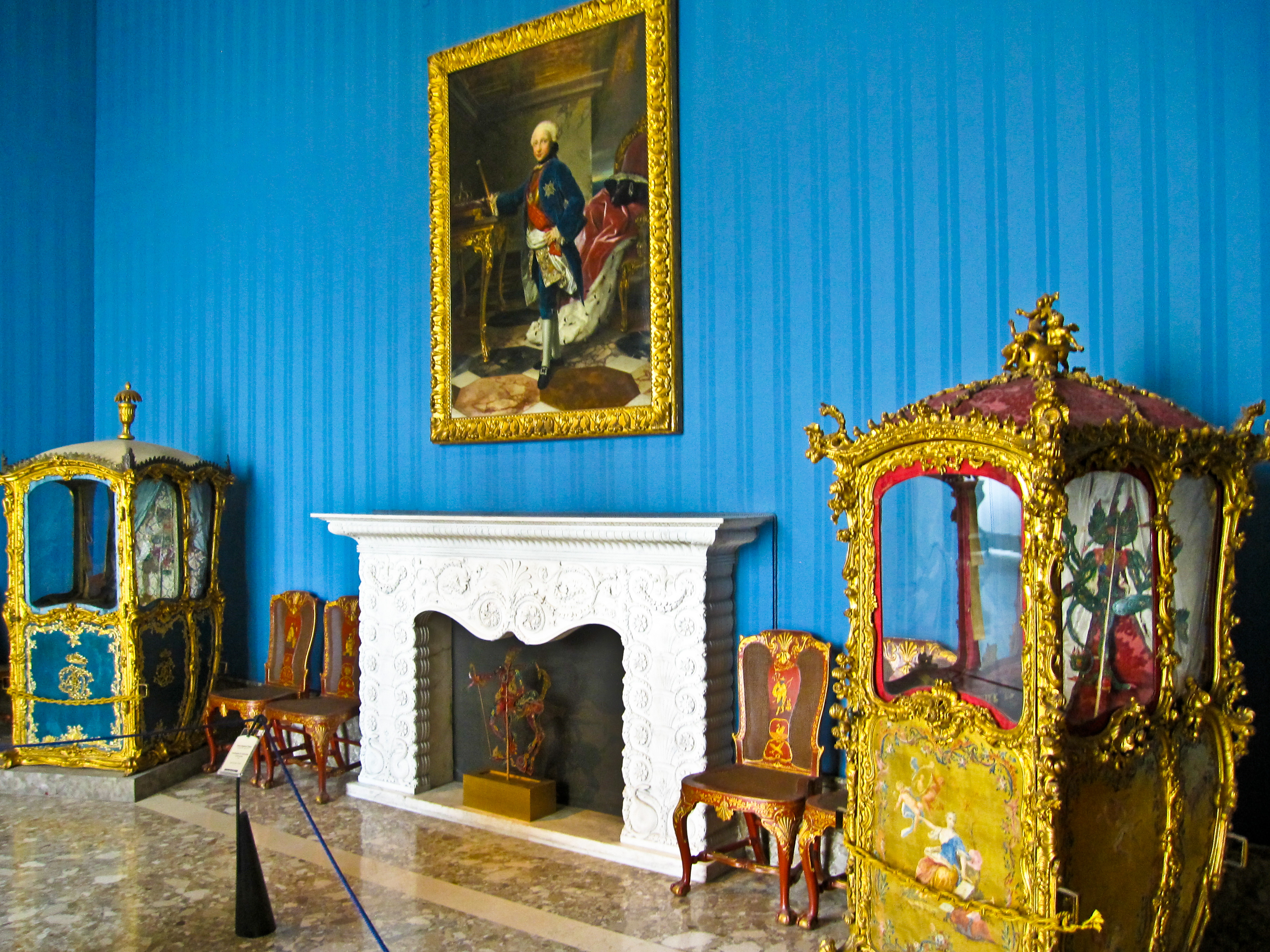
Декор палацової зали
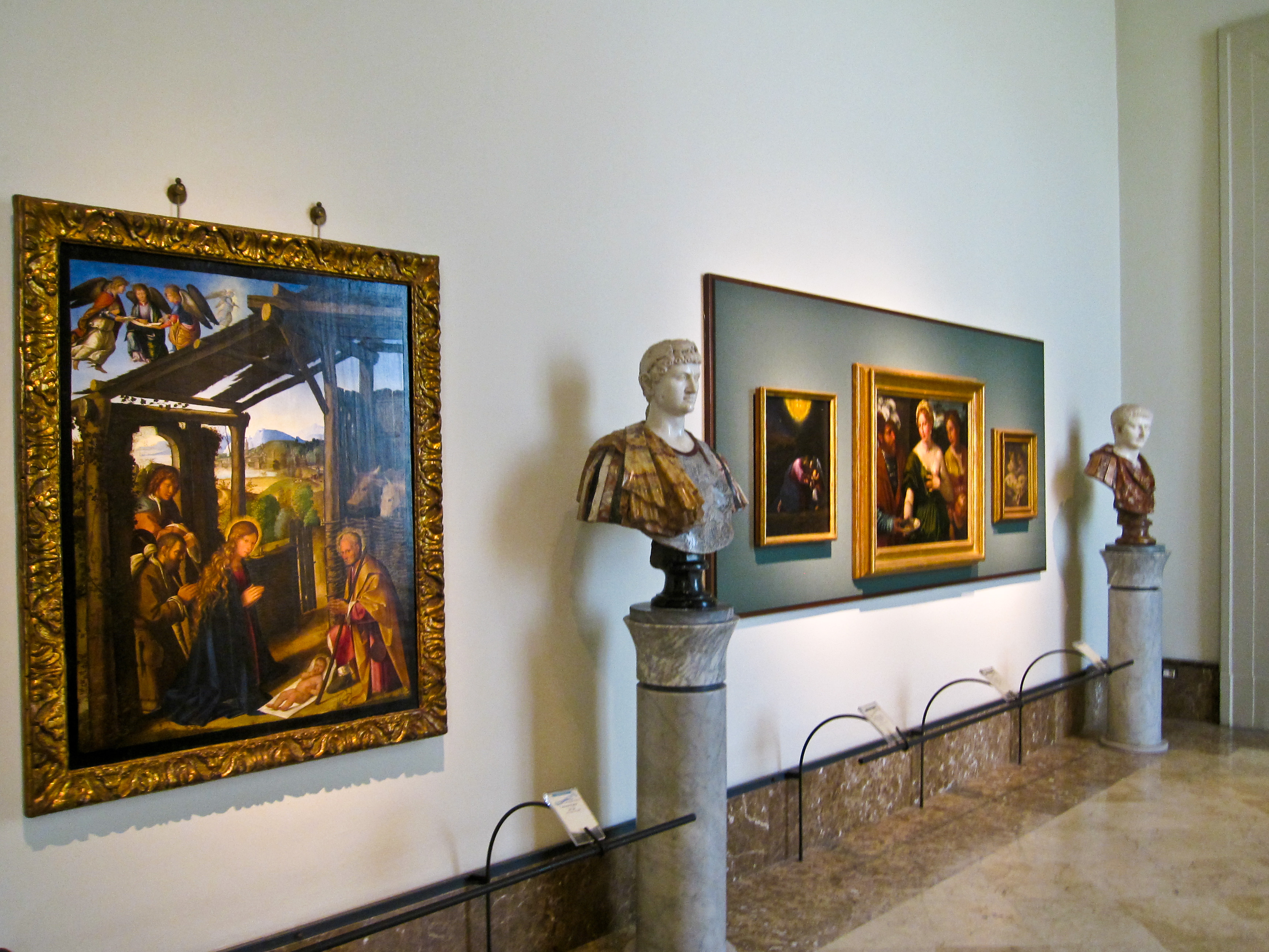
Експозиція з живописом і декоративними погруддями

## Загальна характеристика збірки

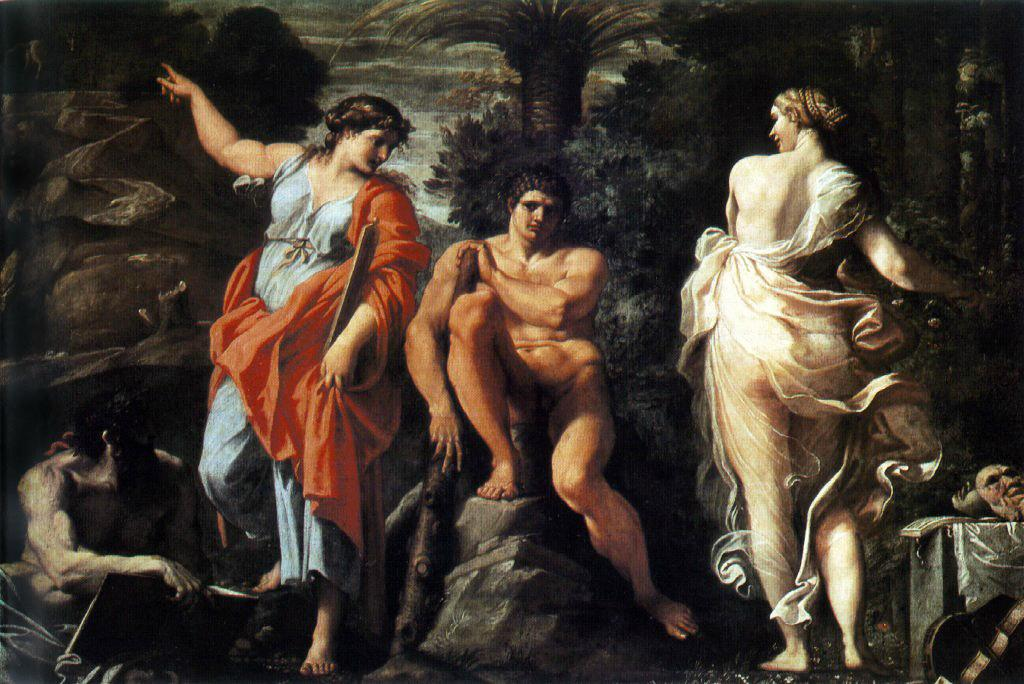
Худ. Аннібалє Каррачі. Геркулес на перетині шляхів. Музей Каподімонте.

Колекція має всі ознаки королівського зібрання з парадними портретами королівських родин і їх родичів, міфологічними і алегоричними картинами. Аби доповнити зібрання, тут створена колекція робіт майже всіх художників Неаполітанської художньої школи живопису ( від Хосе де Рібера до мало відомих Паоло Порпора, родини Рекко,Руопполо, від майстрів 18 ст. до кінця 19-го тощо).
Інші мистецькі школи і майстри представлені неповно, але є картини представників Венеційської, Флорентійської, Римської шкіл. Поодинокими, але ікавими зразками представлені і деякі майстри інших країн - Пітер Брейгель Старший, Ель Греко, Клод Лоррен.

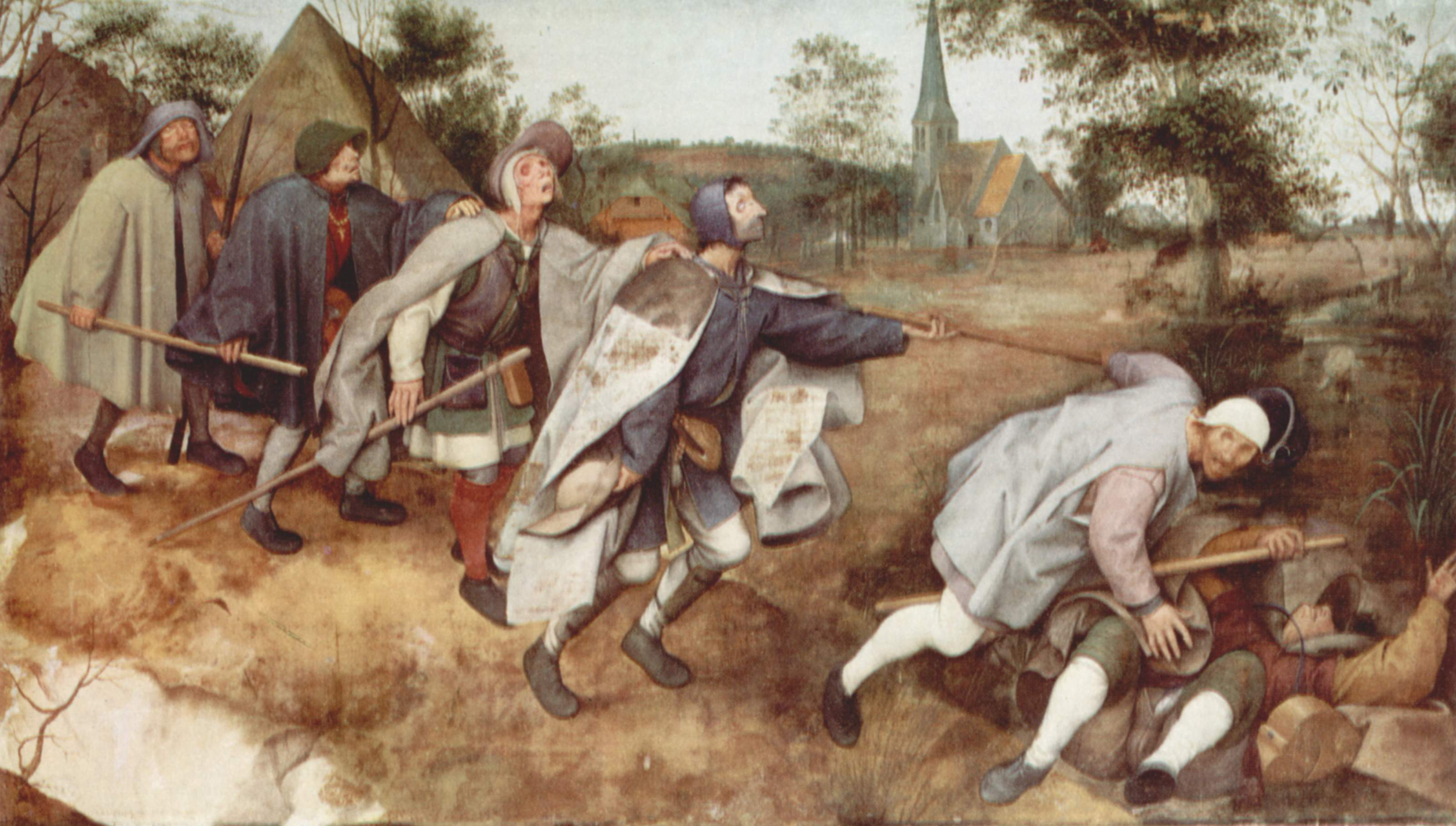
Пітер Брейгель Старший. Притча про сліпого поводиря № 1
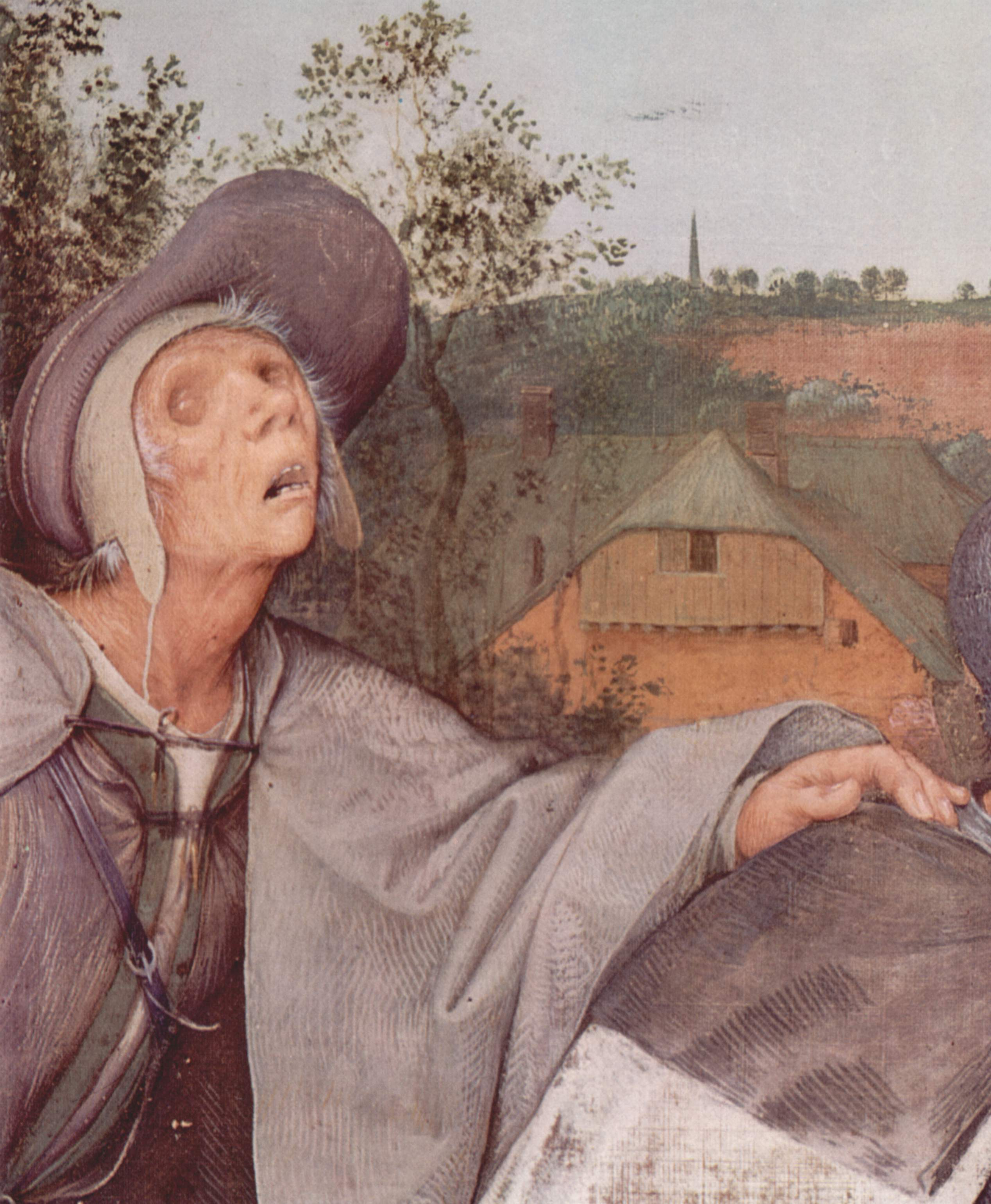
Пітер Брейгель Старший. Притча про сліпого поводиря № 2
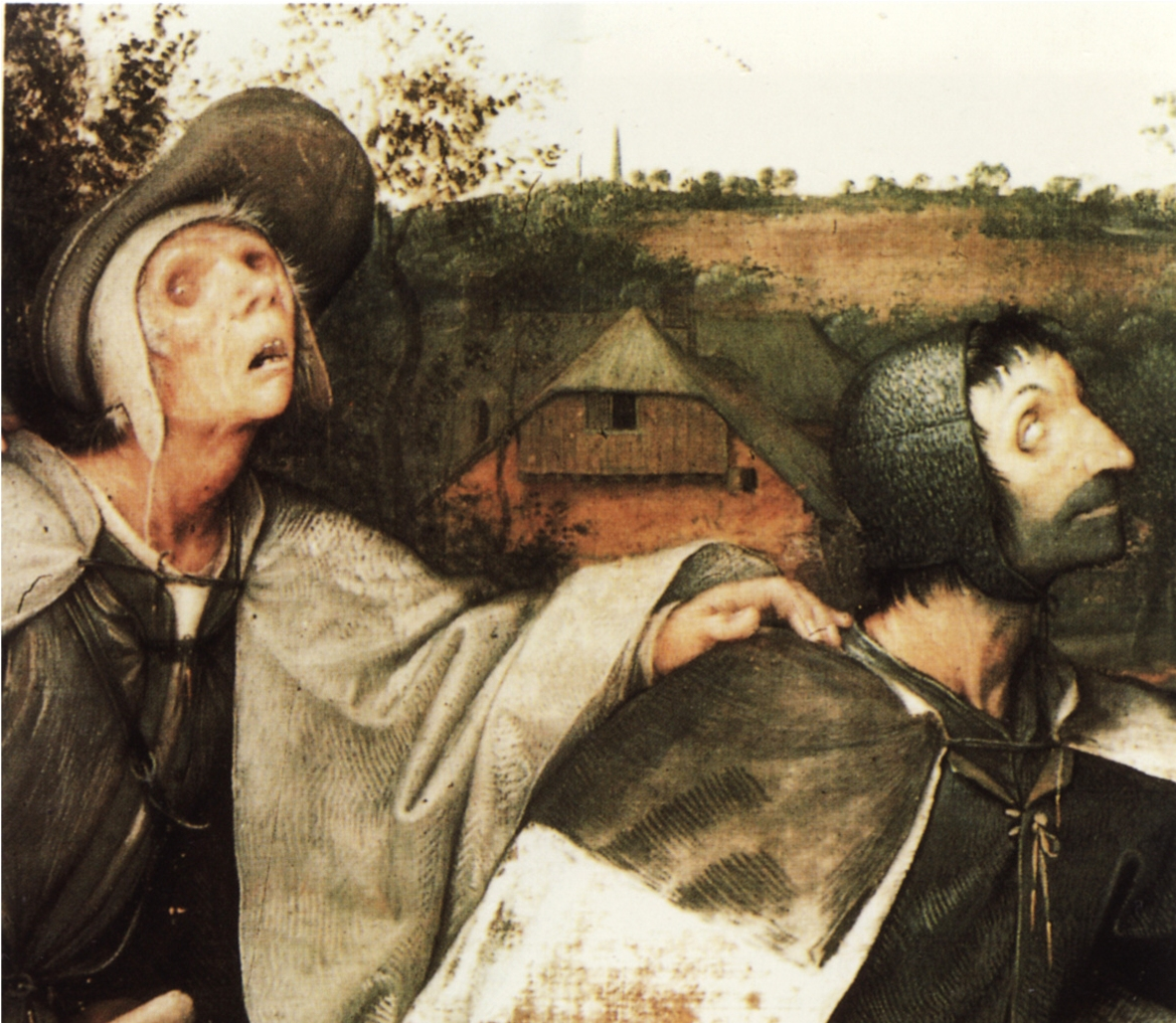
Пітер Брейгель Старший. Притча про сліпого поводиря № 3
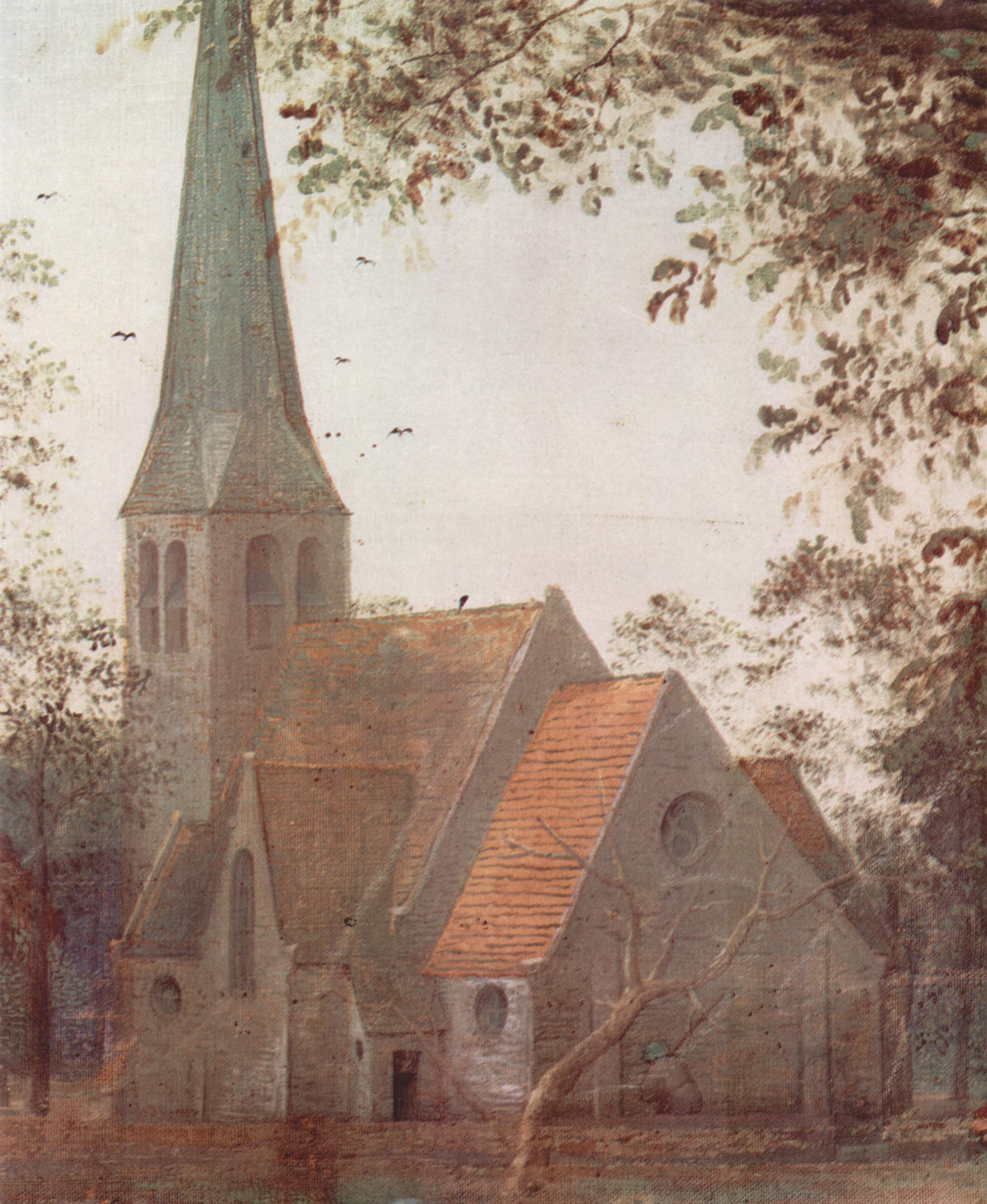
Пітер Брейгель Старший. Притча про сліпого поводиря № 4

Важливим доповненням картинної галереї став відділ античної скульптури з розкопок, представлений переважно давньоримськими мармуровими копіями з грецьких зразків. Музей має художньо вартісну  колекцію декоративно-ужиткового мистецтва ( меблі, килими, гобелени, порцеляна ).

## Живопис доби відродження і маньєризму

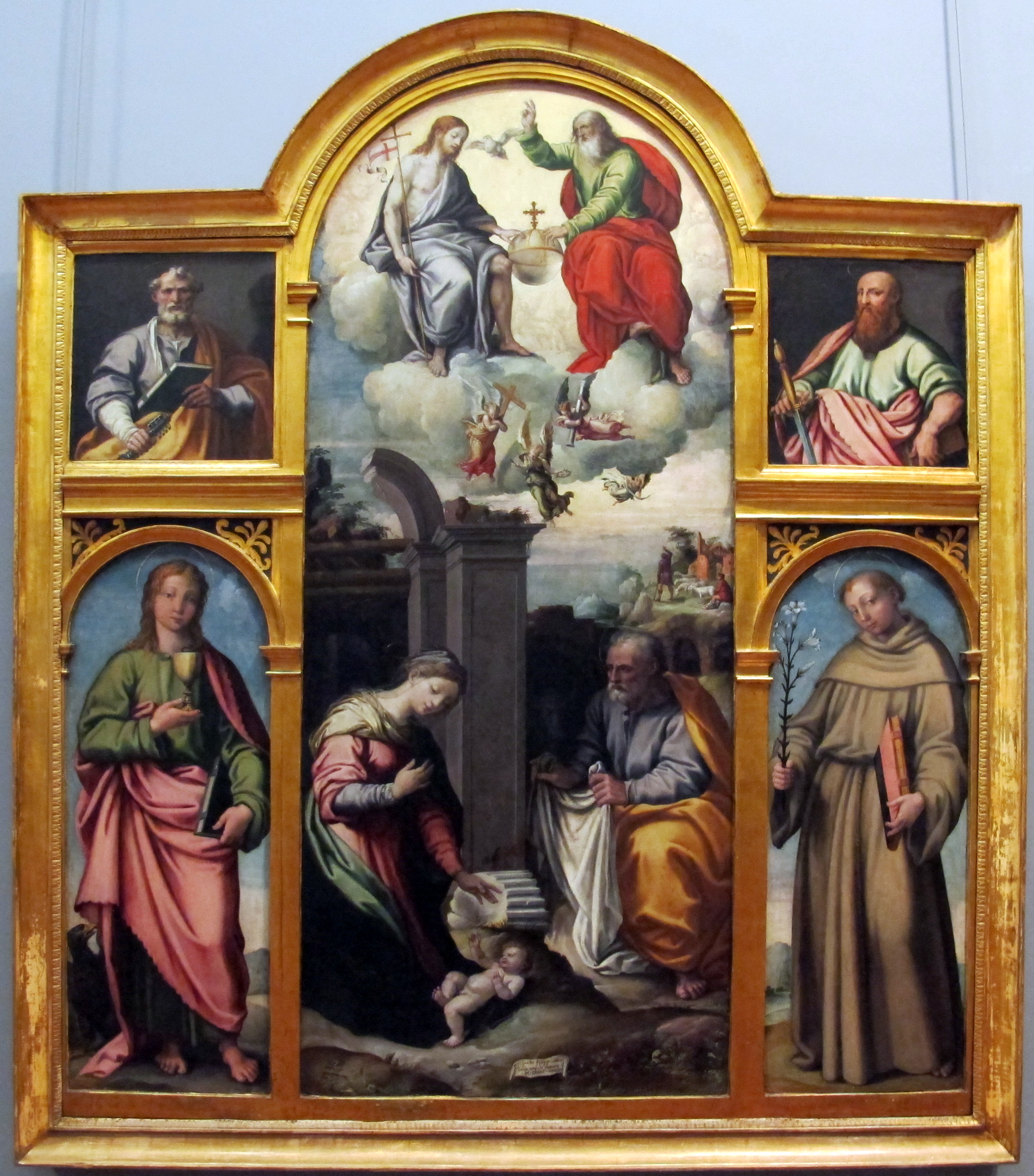
Джованні Філіппо Кріскуоло. Поліптих зі Святою Трійцею та поклонінням немовляті Христу у центрі. 1545 р. Музей Каподімонте.

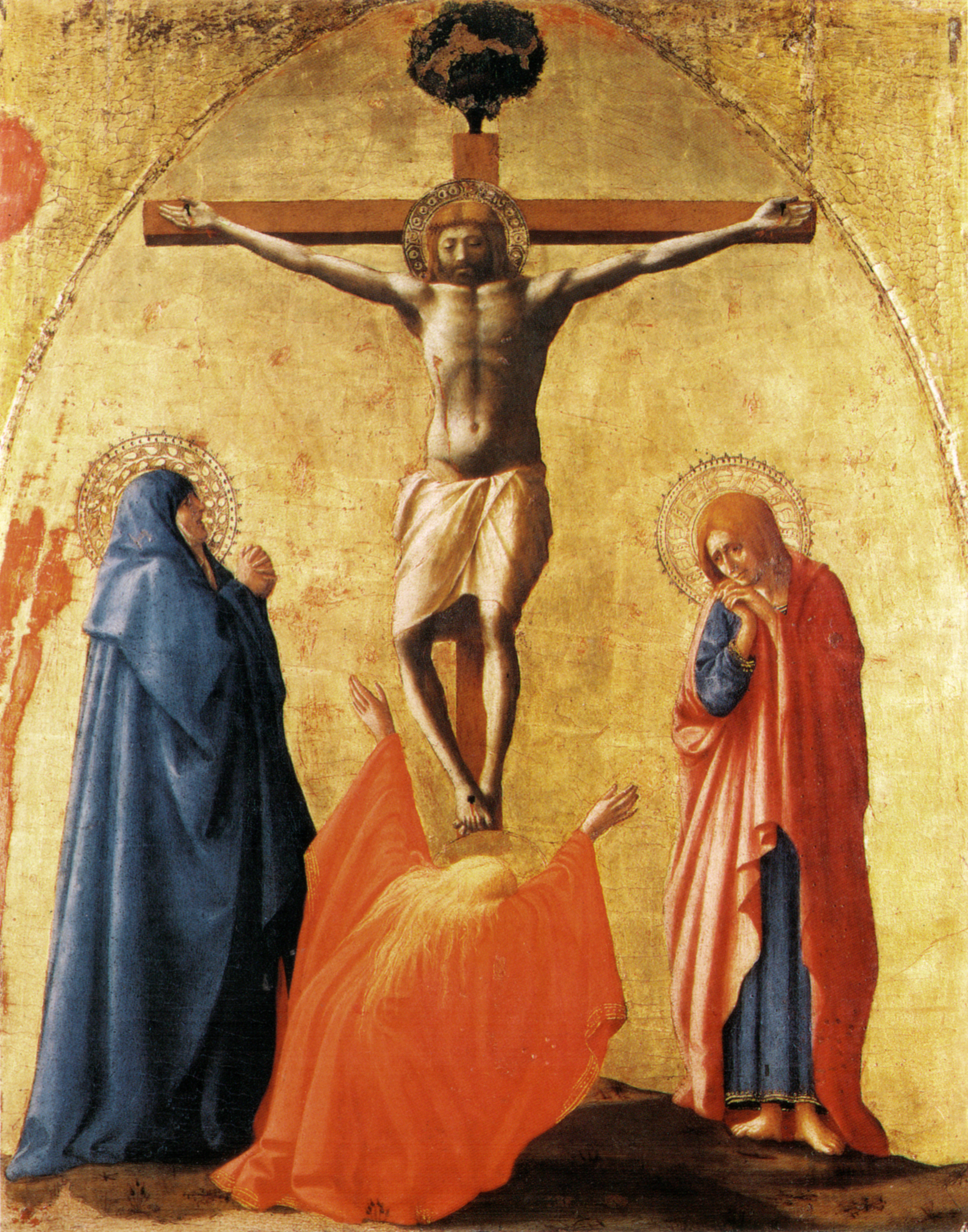
Мазаччо, «Розп'яття»
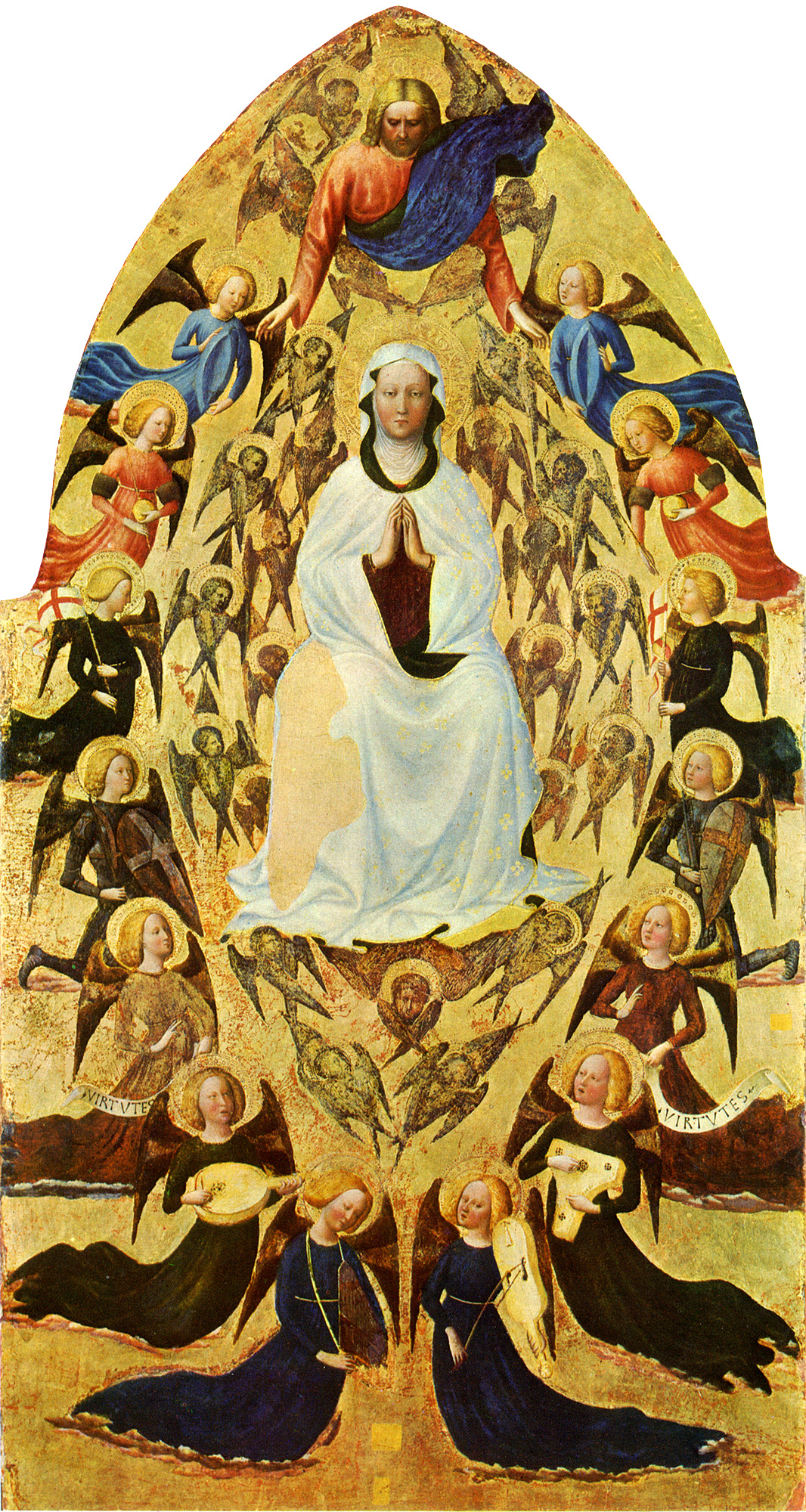
Мазоліно, «Вознесіння Богоролиці»
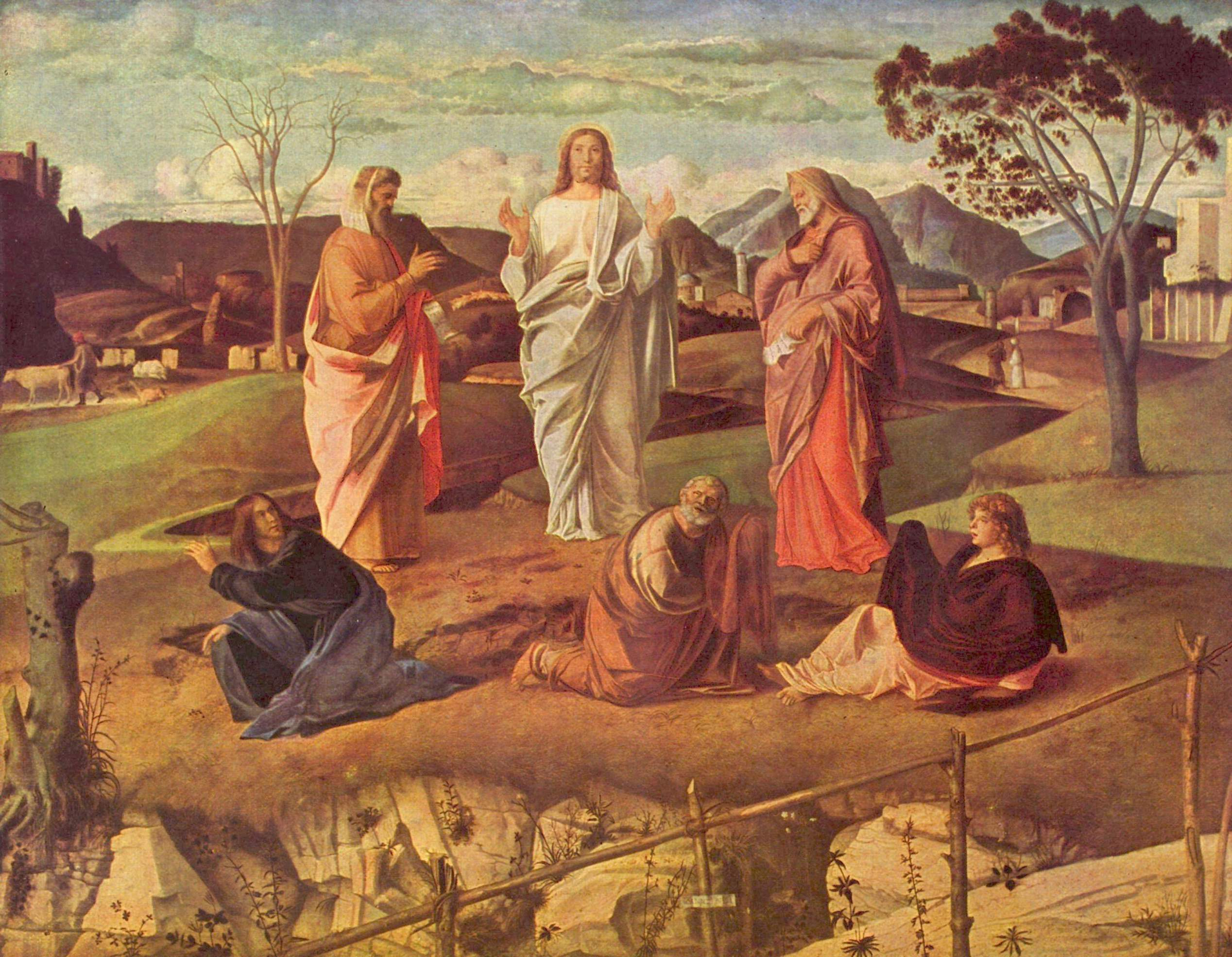
Джованні Белліні, «Преображення Господнє».
Корреджо. «Містичні заручини Св.Катерини»

## Живопис доби неаполітанського ( італійського ) бароко

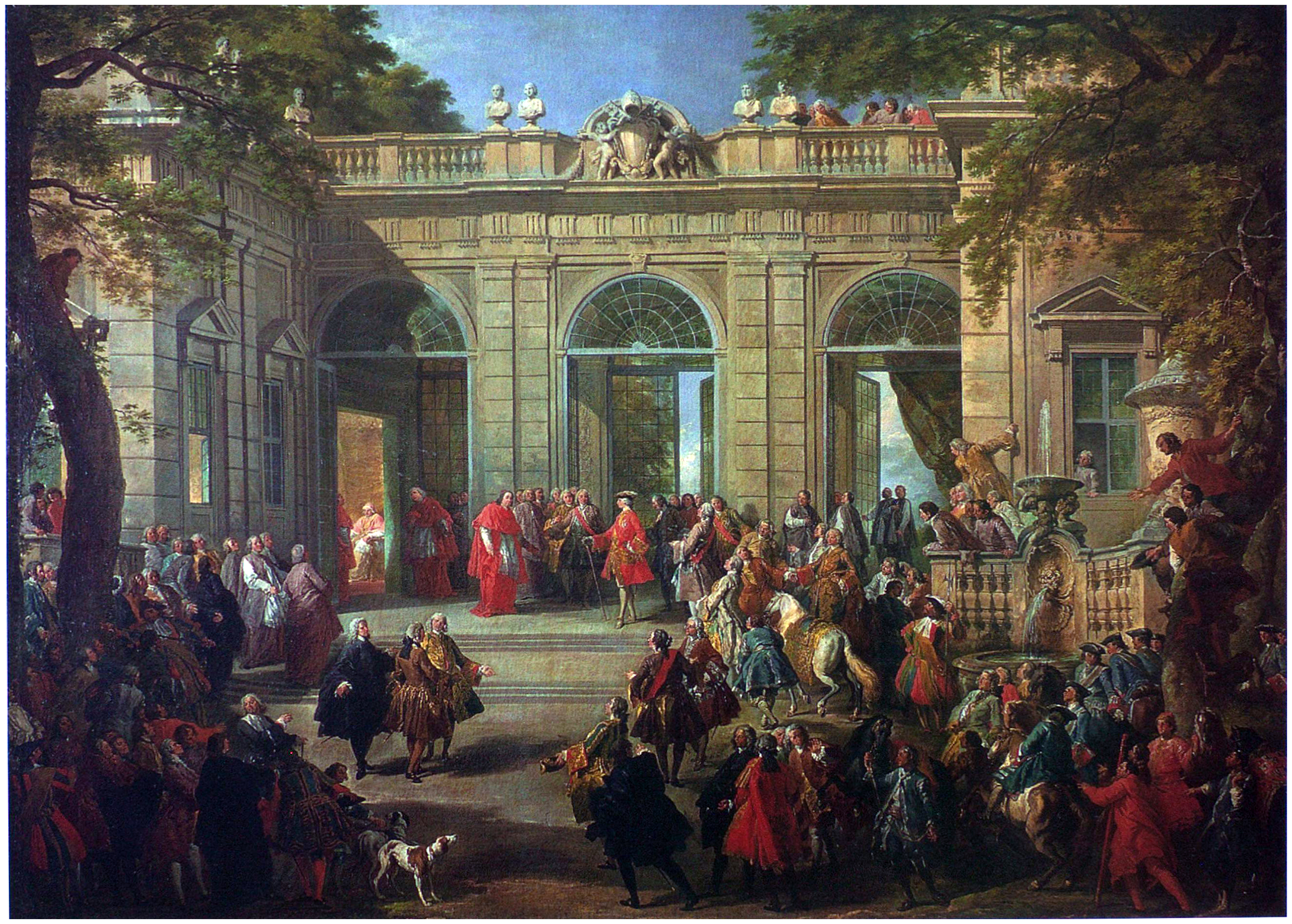
Джованні Паоло Паніні. Зустріч папи римського Бенедикта XIV з королем Неаполя Карлом біля кафе на схилі Квірінала у Римі. Музей Каподімонте, Неаполь

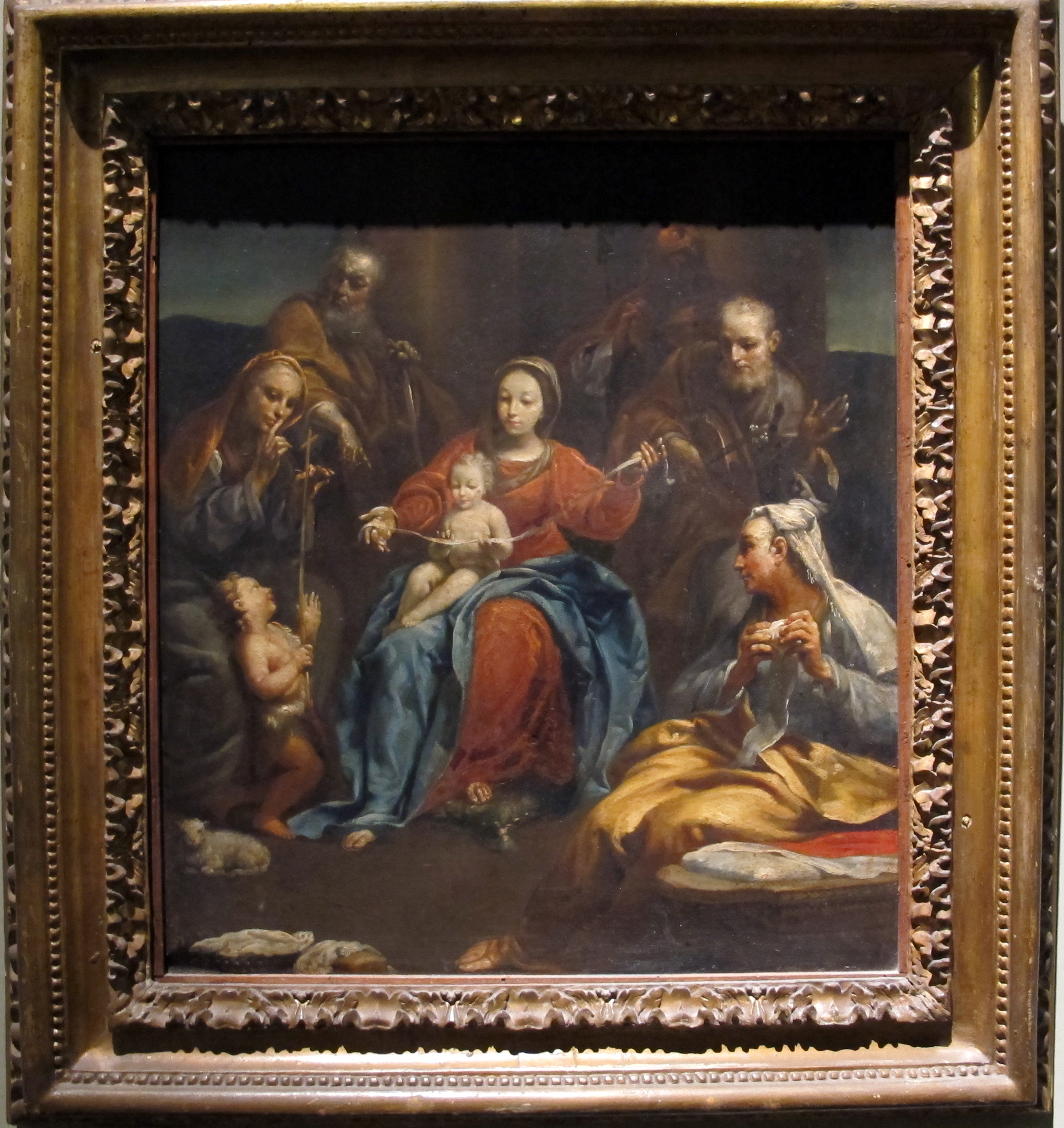
Джузеппе Марія Креспі. «Мадонна з немовлям і святими»

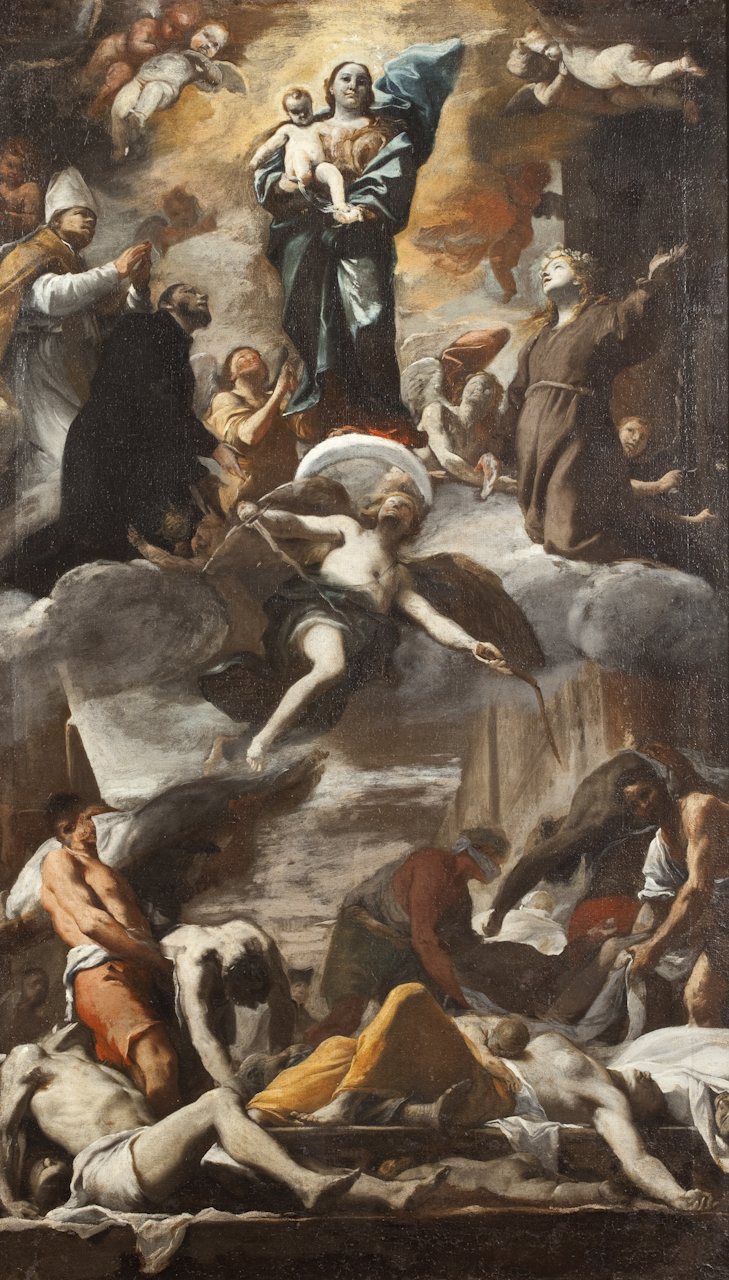
Матіа Преті. «Епідемія чуми».
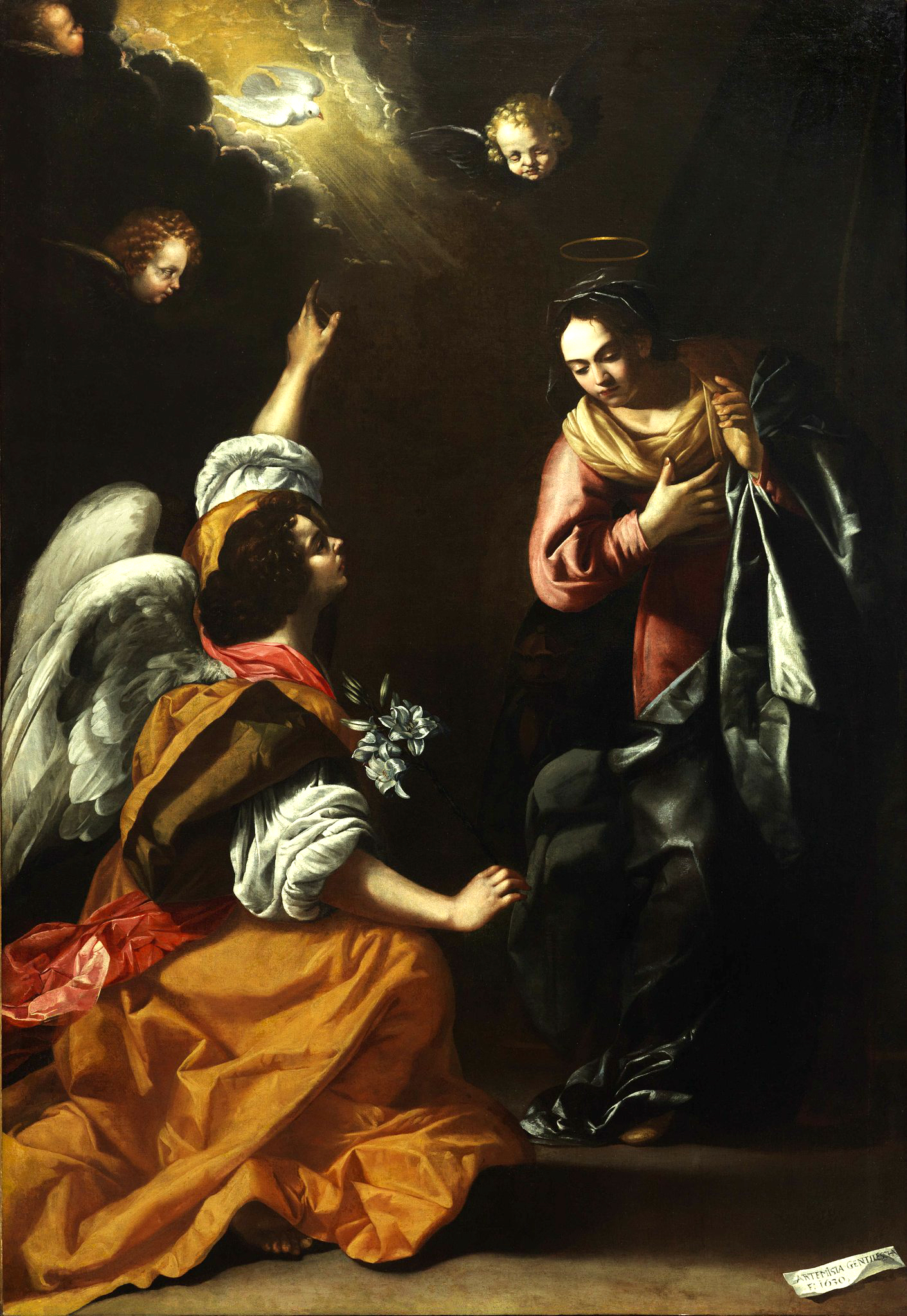
Артемізія Джентілескі. «Благовіщення»
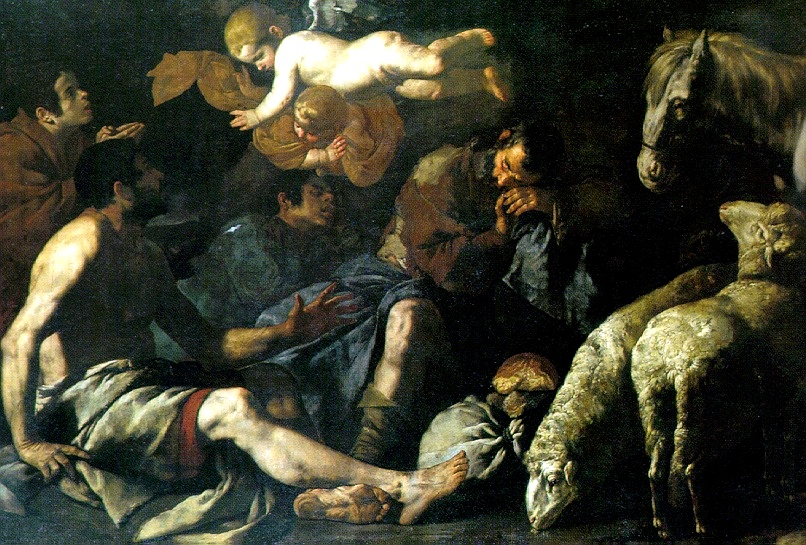
Хуан До.«Блага вість пастухам »
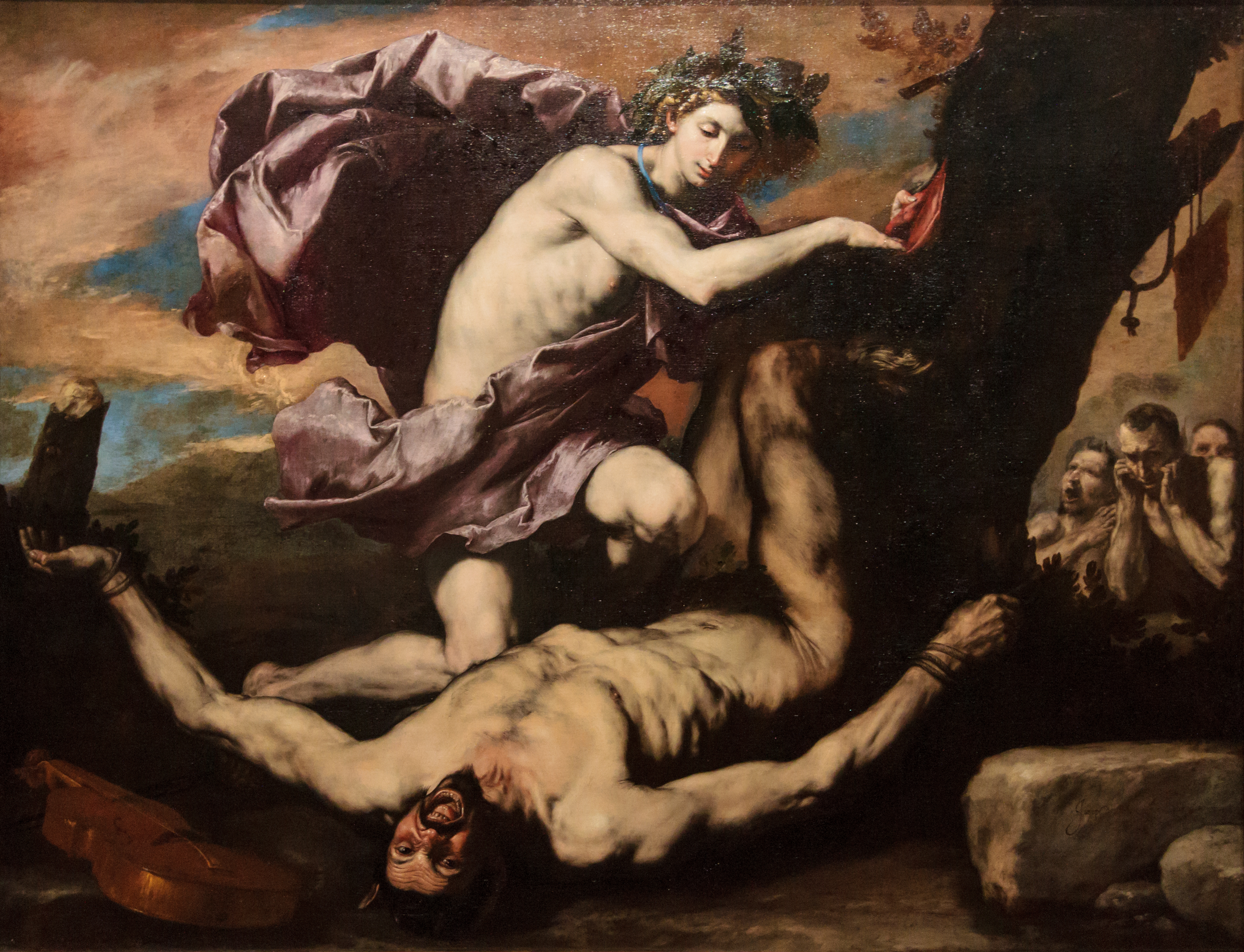
Хосе де Рібера. «Аполлон і Марсій»,1637 р.
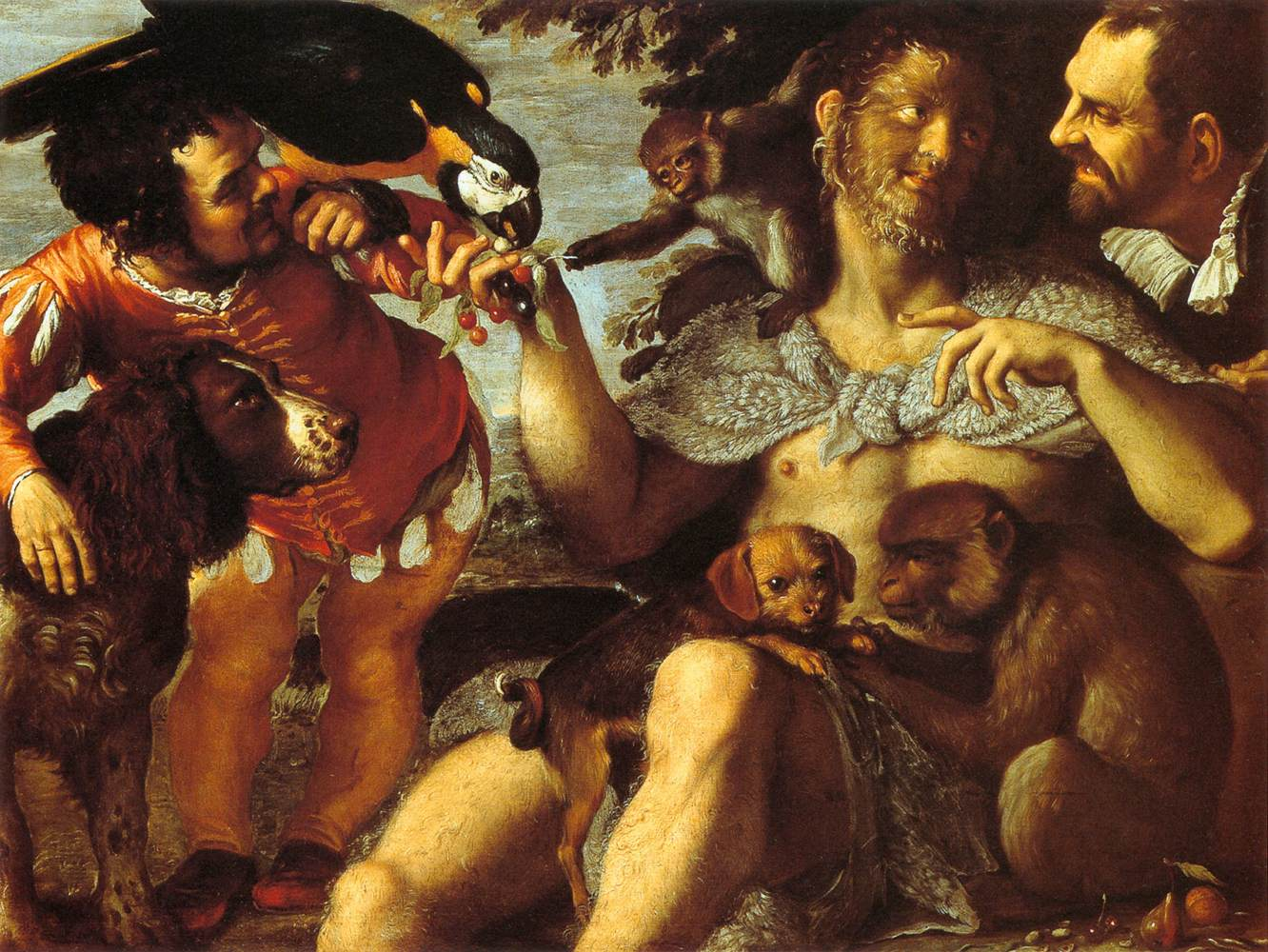
Агостіно Каррачі. « Карлик Амон, Волохатий Джон та Божевільний Петро», бл. 1600 р.
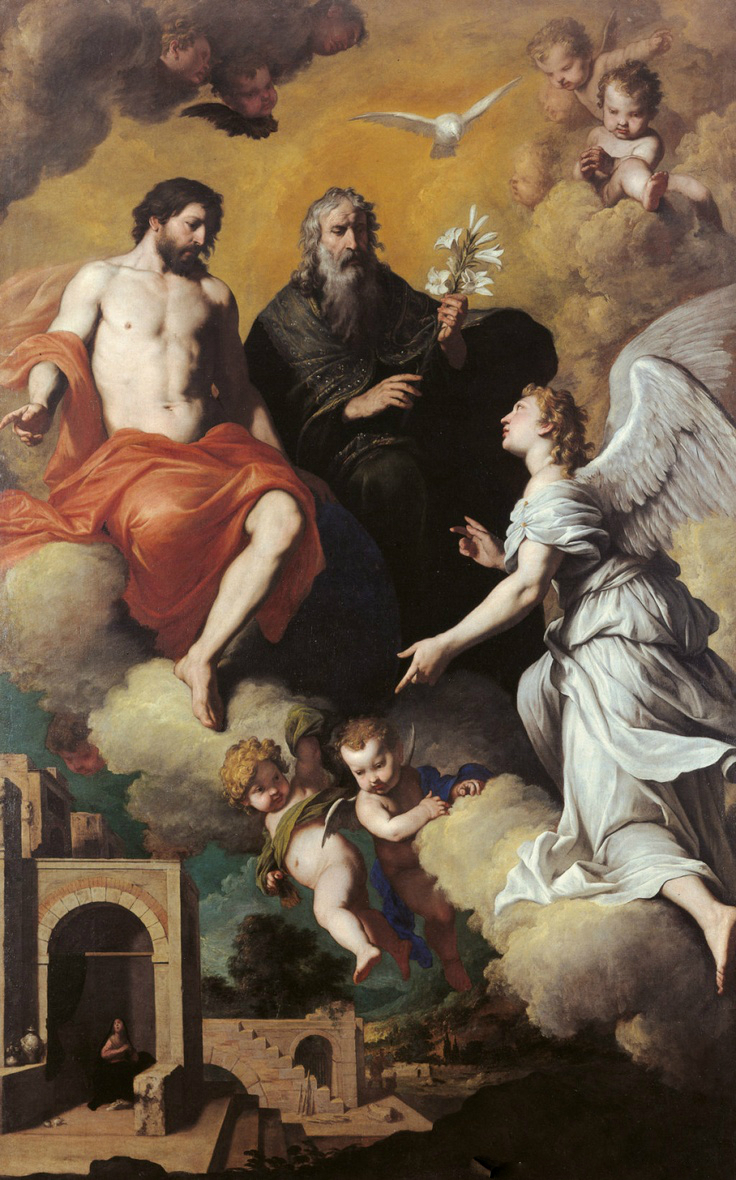
П'єтро Новеллі. «Архангел Гавриїл перед Саваофом і благовіщенням», Музей Каподімонте, Неаполь.

## Портретний жанр музейної збірки

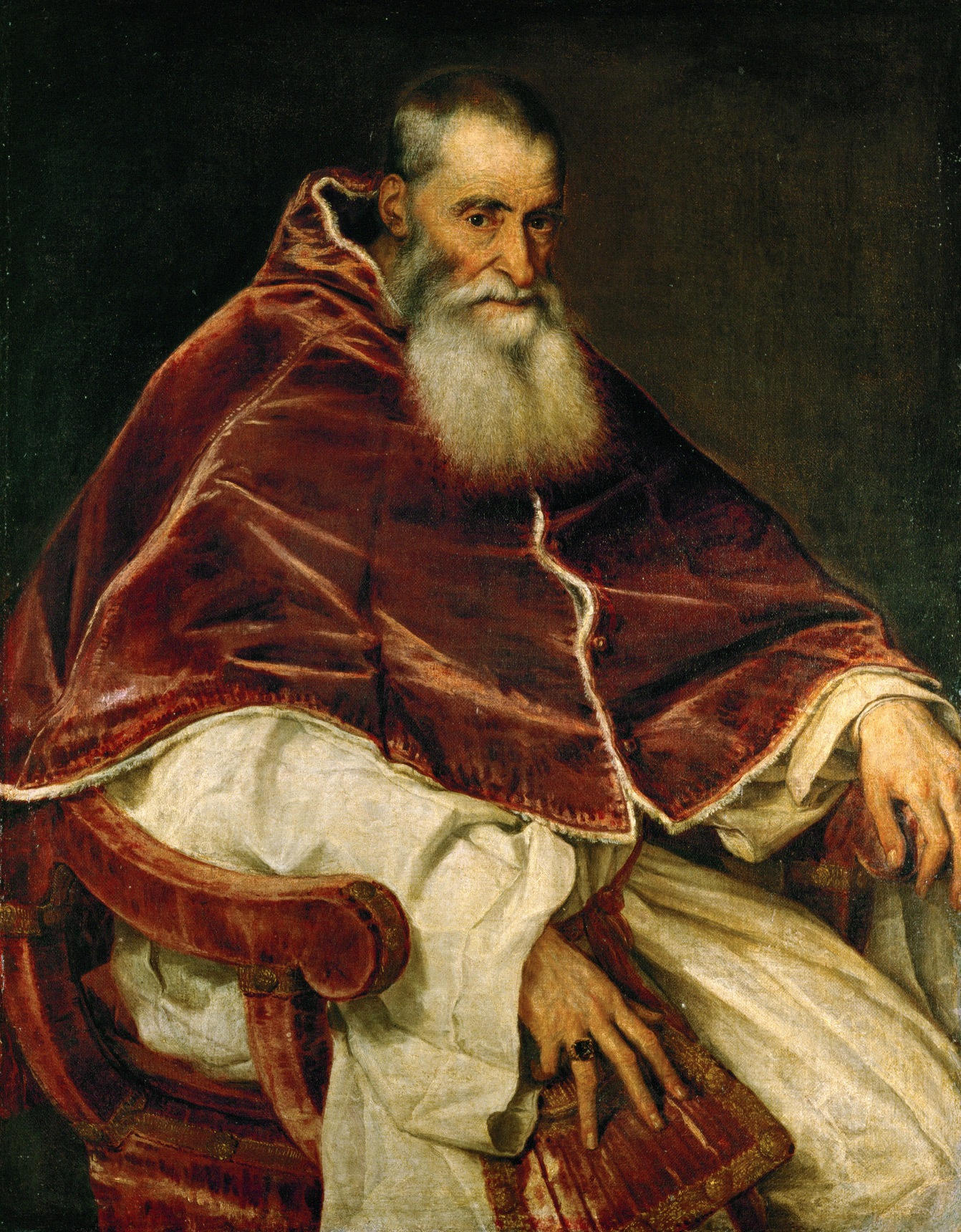
Тиціан, «Папа римський Павло III »

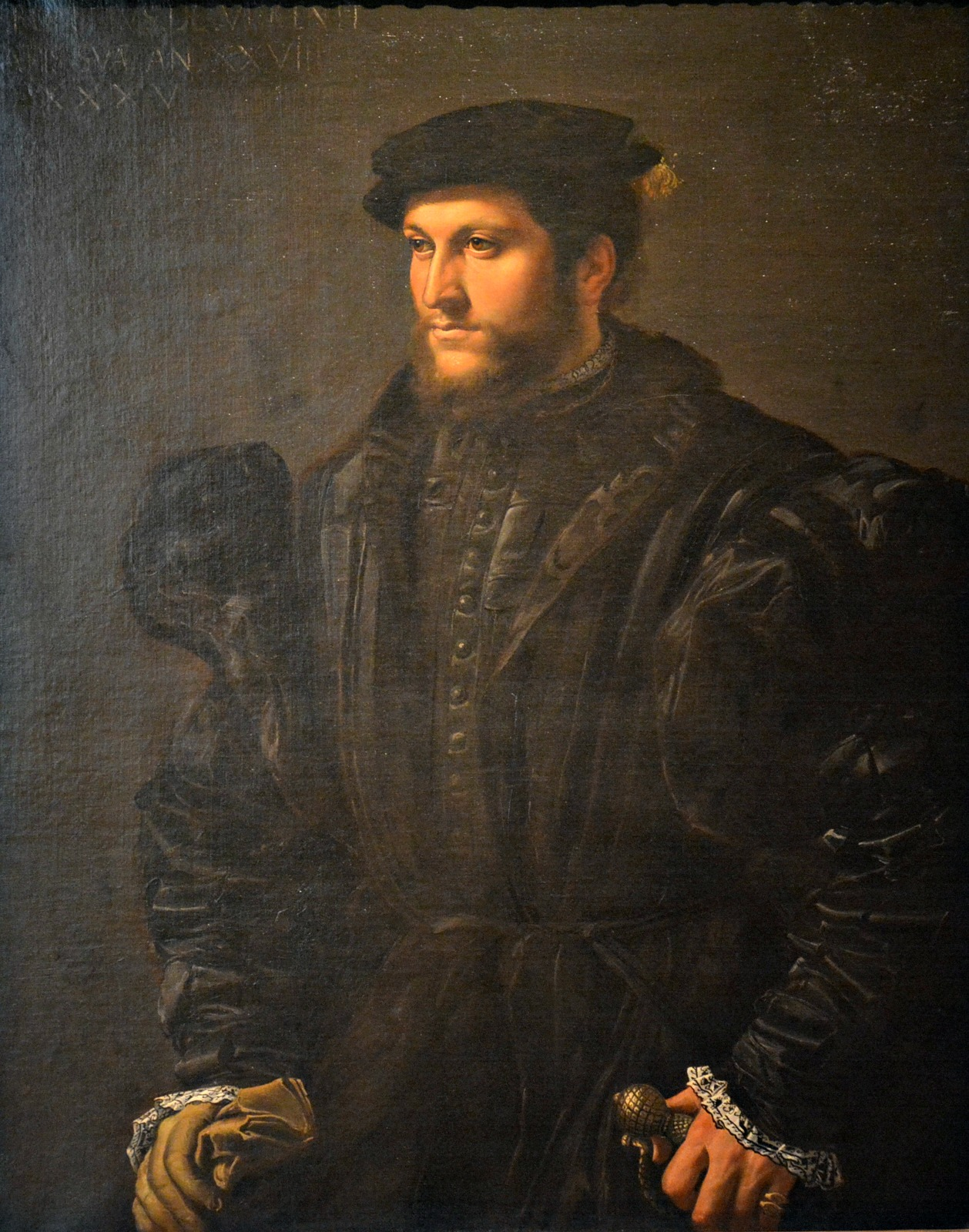
Джироламо да Карпі. «Джироламо де Вінченті», Неаполь, музей Каподімонте.
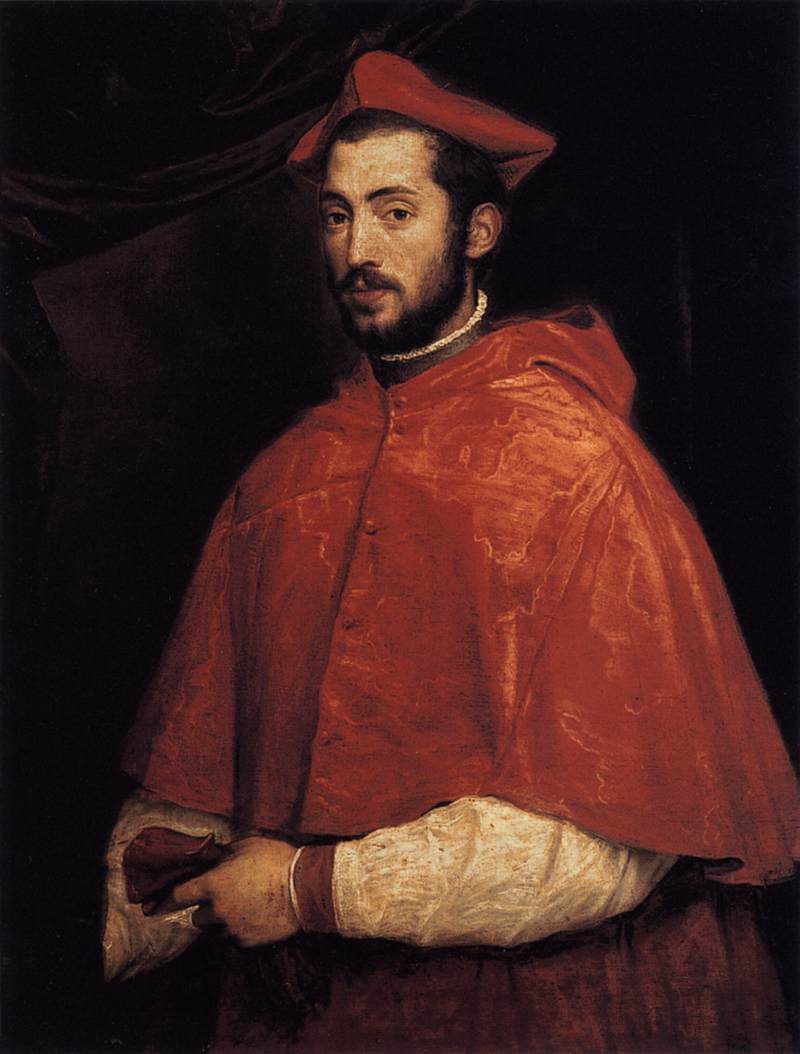
Тиціан, «Кардинал Алессандро Фарезе», 1546 р.
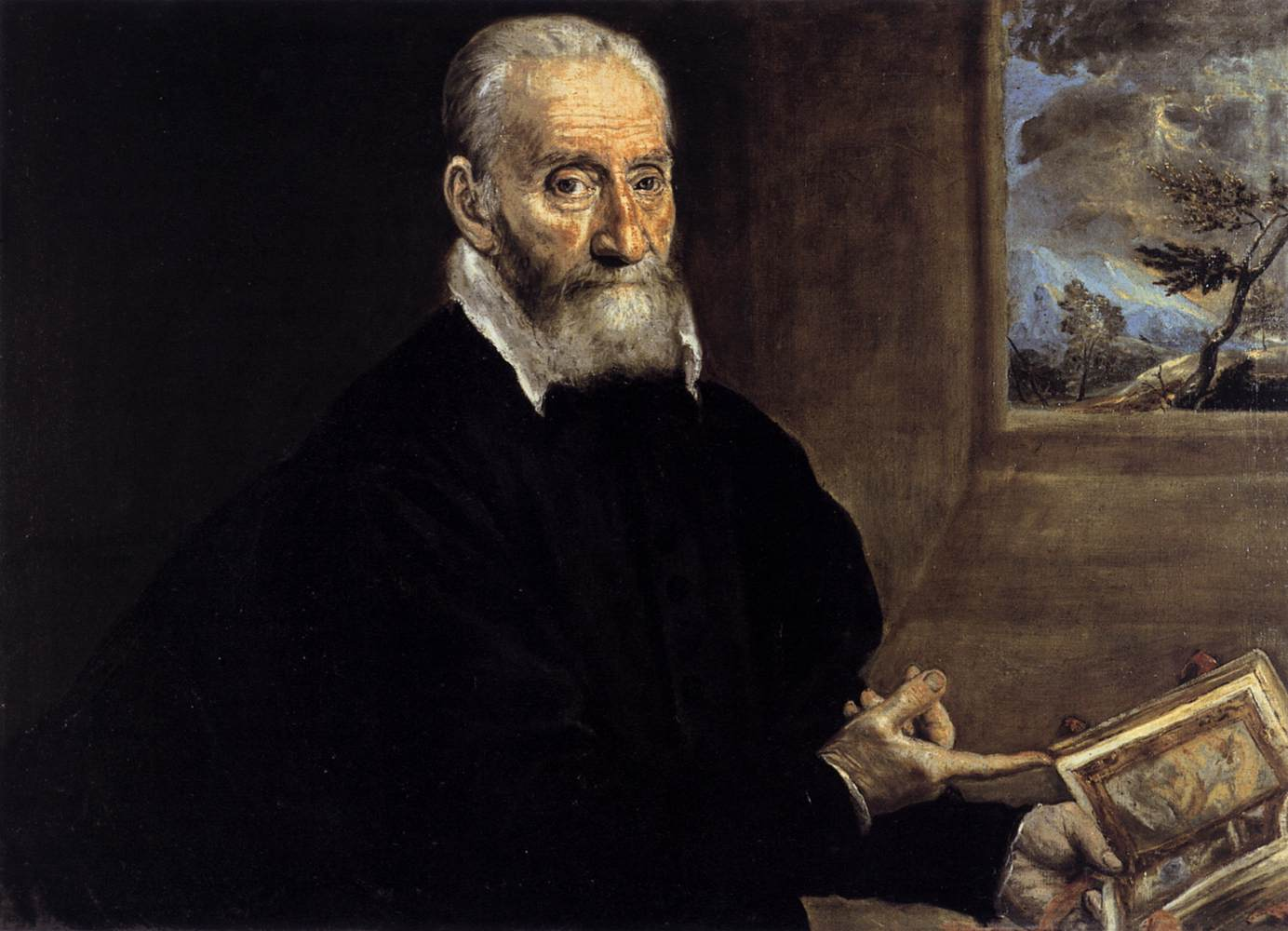
Ель Греко. « Портрет Джуліо Кловіо», 1572 р.
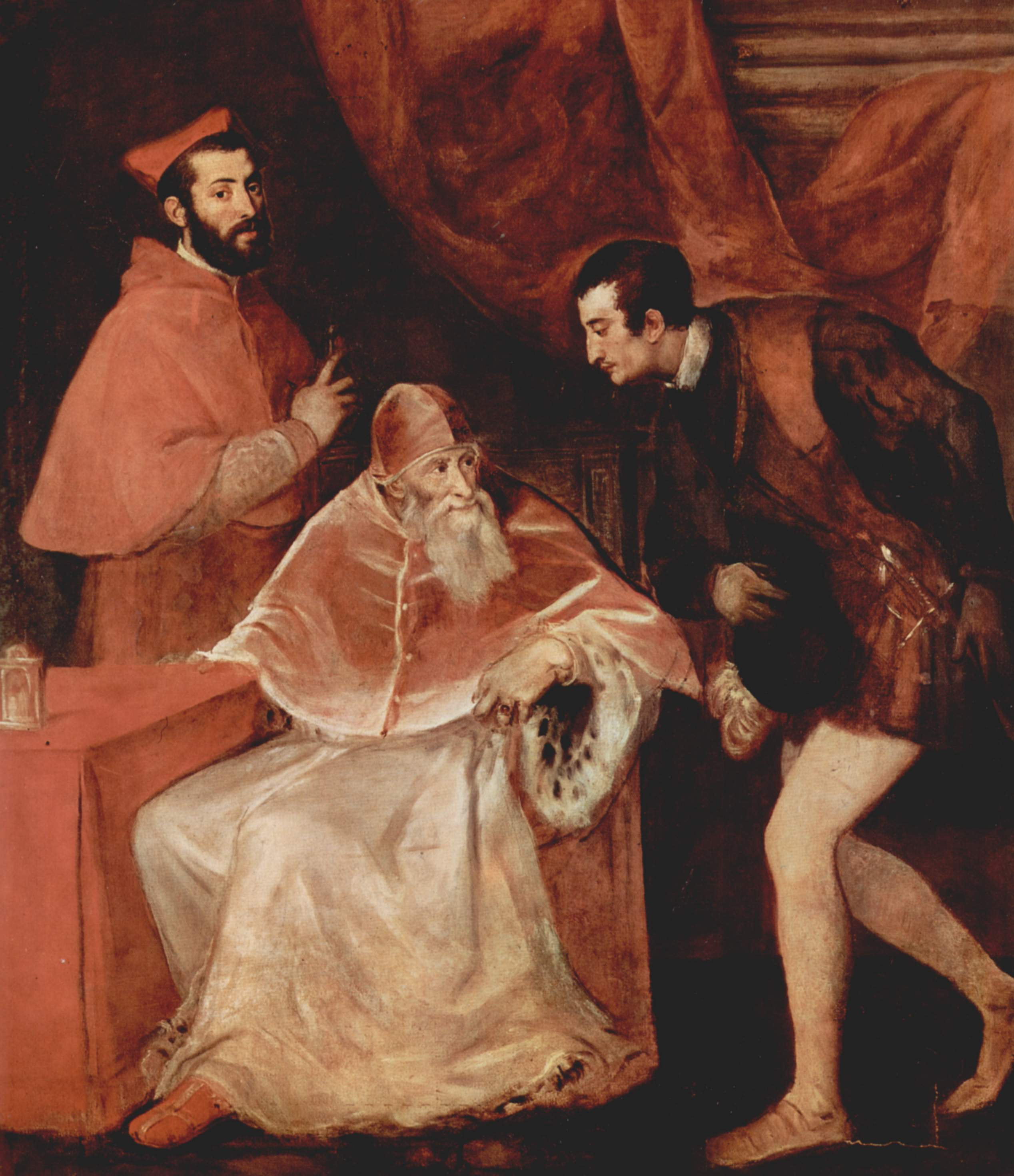
Тиціан, «Папа римський Павло III з родичами».
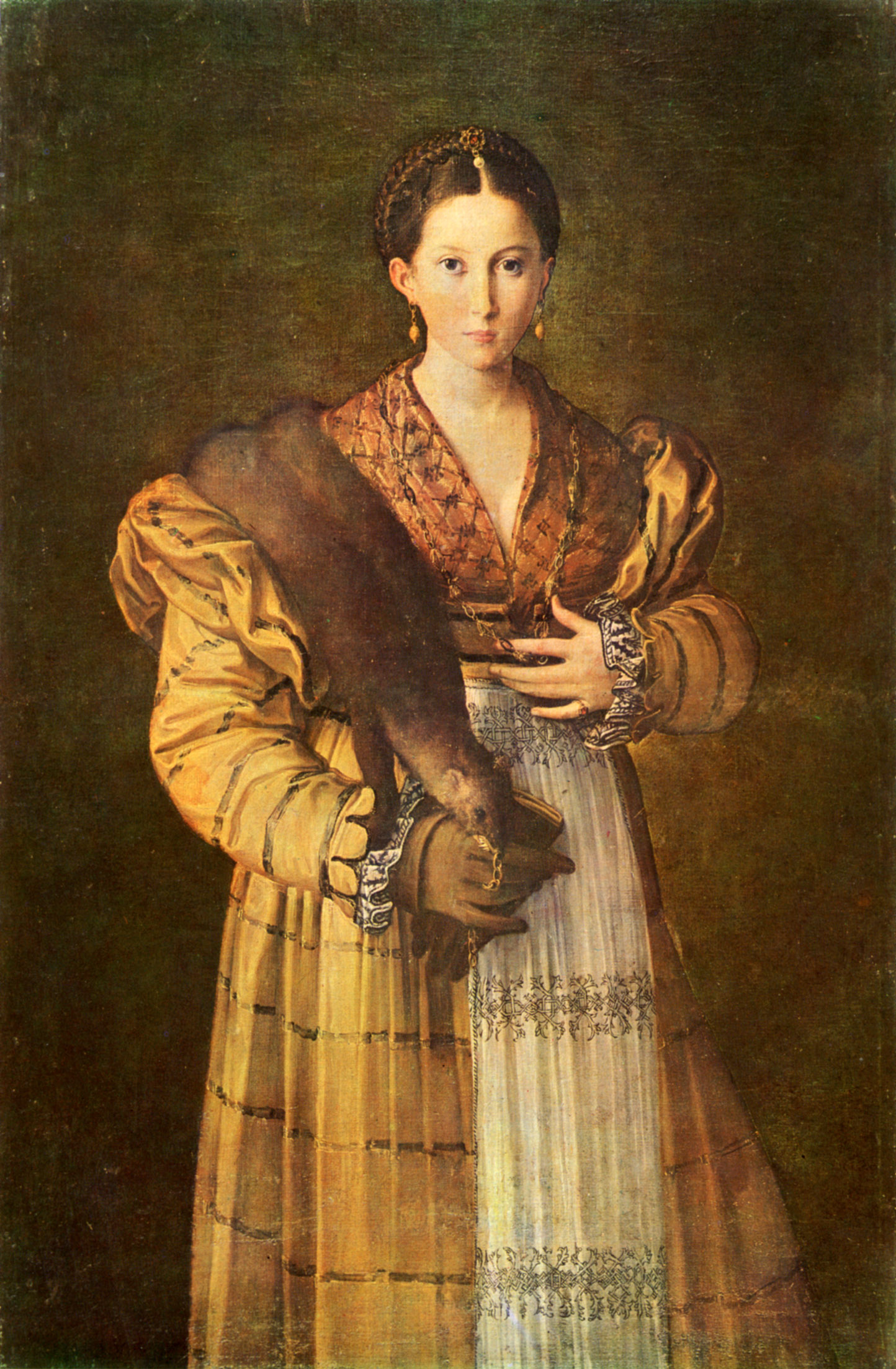
Парміджаніно, «Портрет господині(так звана Антея)», 1535–1537 рр., Неаполь, музей Каподімонте.
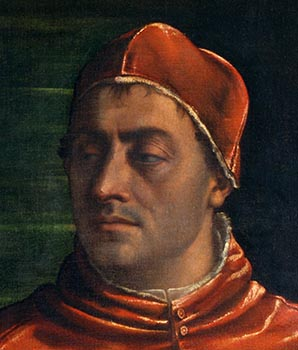
Худ.Себастьяно дель Пьомбо, «Папа римський Климент VII», Музей Каподімонте

## Картинна галерея

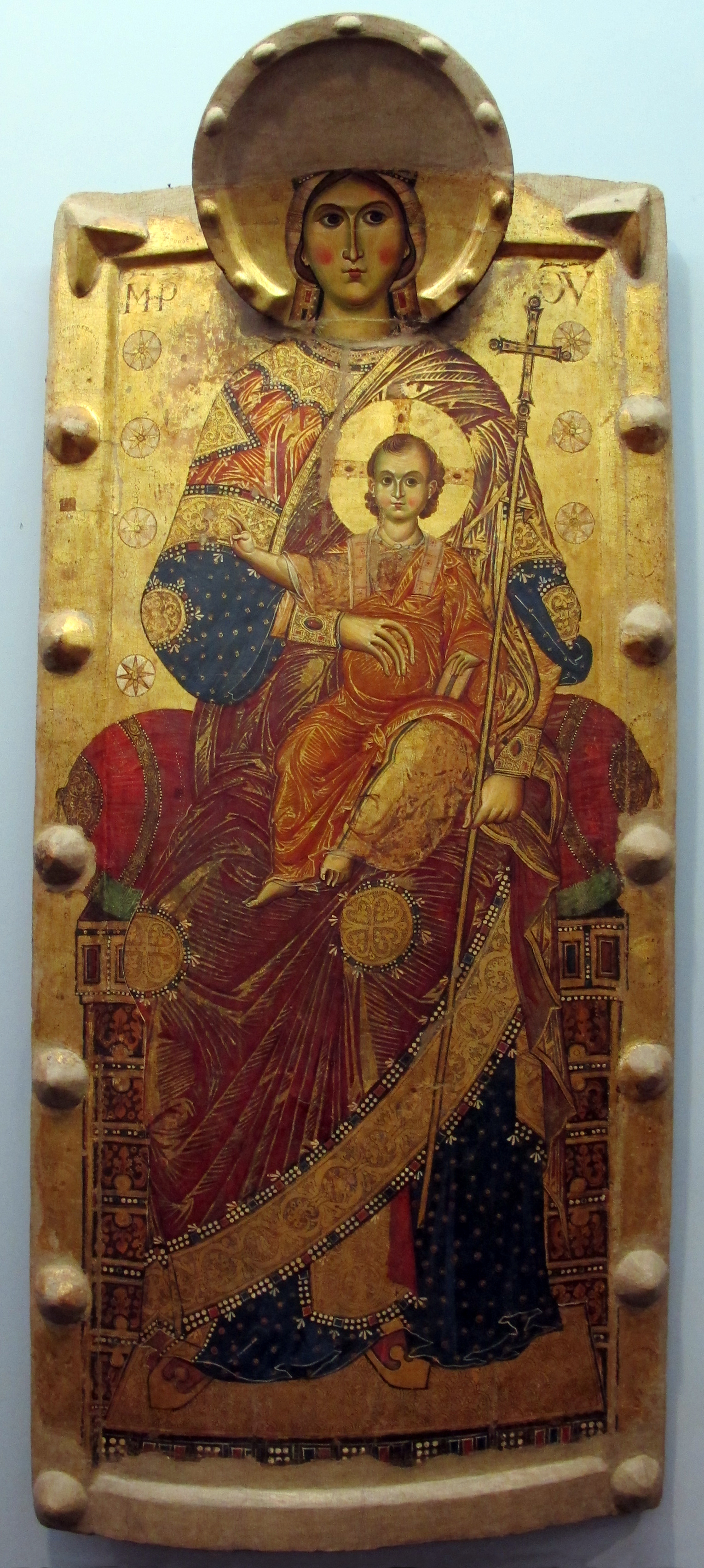
Богородиця на троні з Флуміне, 13 ст., музей Каподімонте

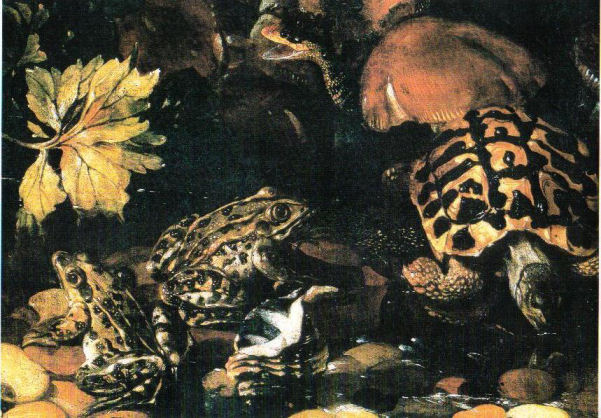
Паоло Порпора, «Жабки і черепахи».
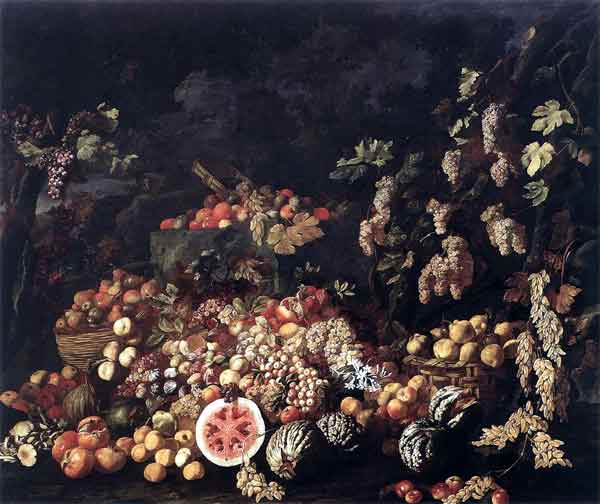
Рекко Джузеппе «Фрукти і овочі»
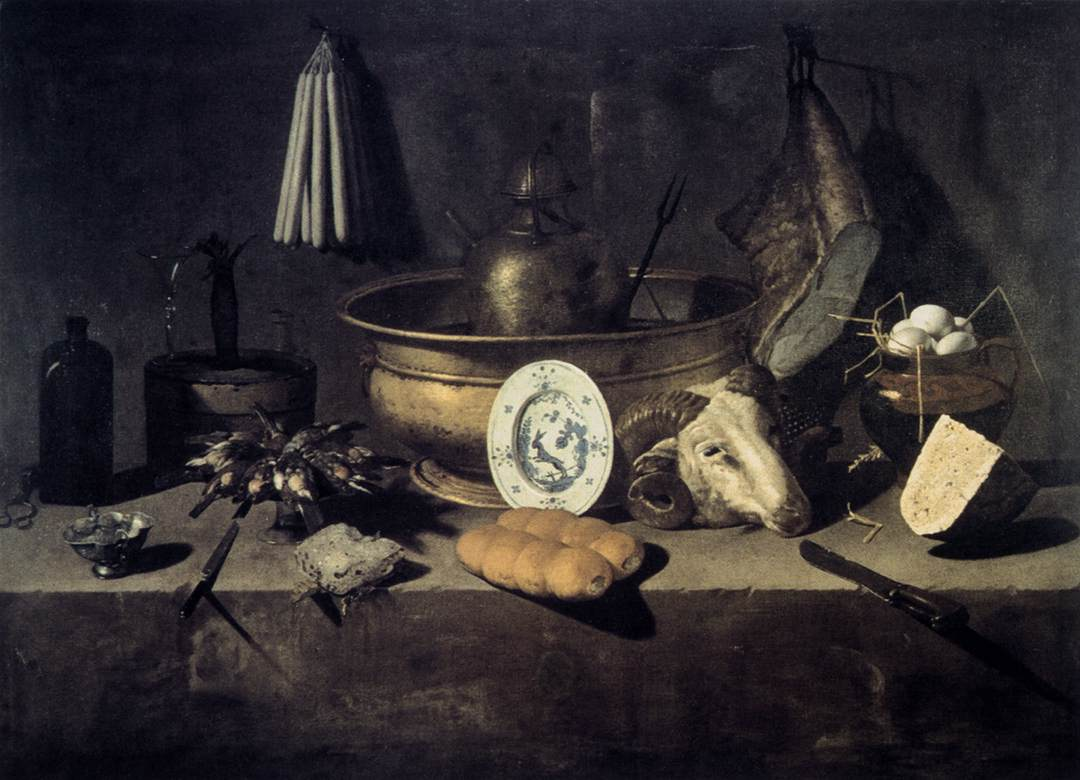
Джованні Баттіста Рекко. «Натюрморт з посудом і головою барана», бл. 1650 р.
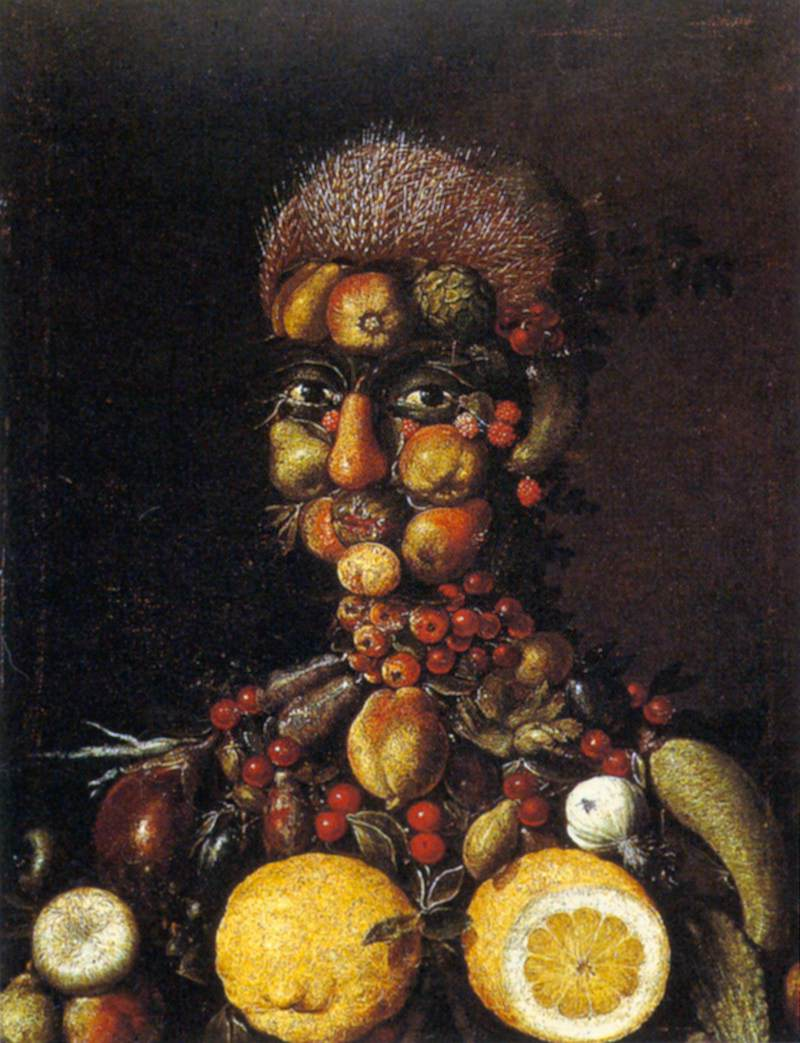
Послідовник Арчімбольдо (Антоніо Цуккі ) «Голова з фруктів».
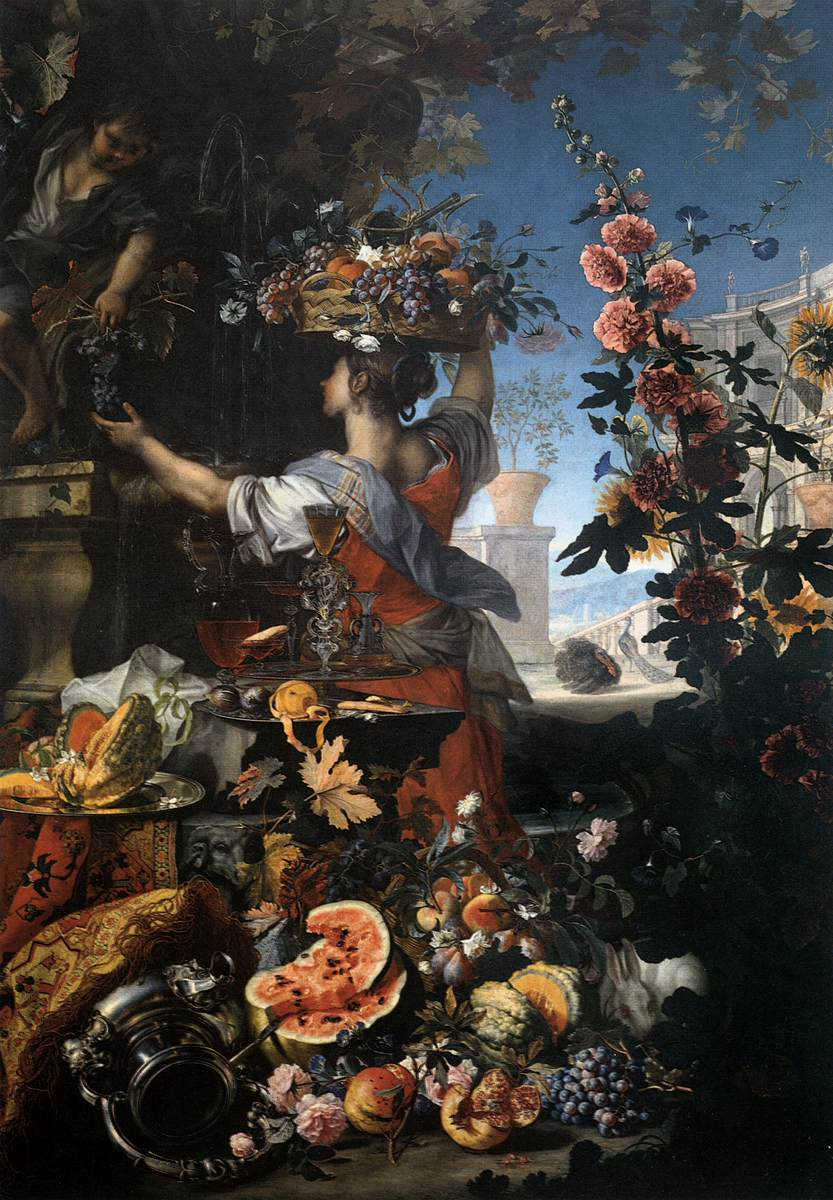
Художники Крістиан Беренц та Кало Маратта. Садава лоджія, 1689 р.,  музей Каподімонте.
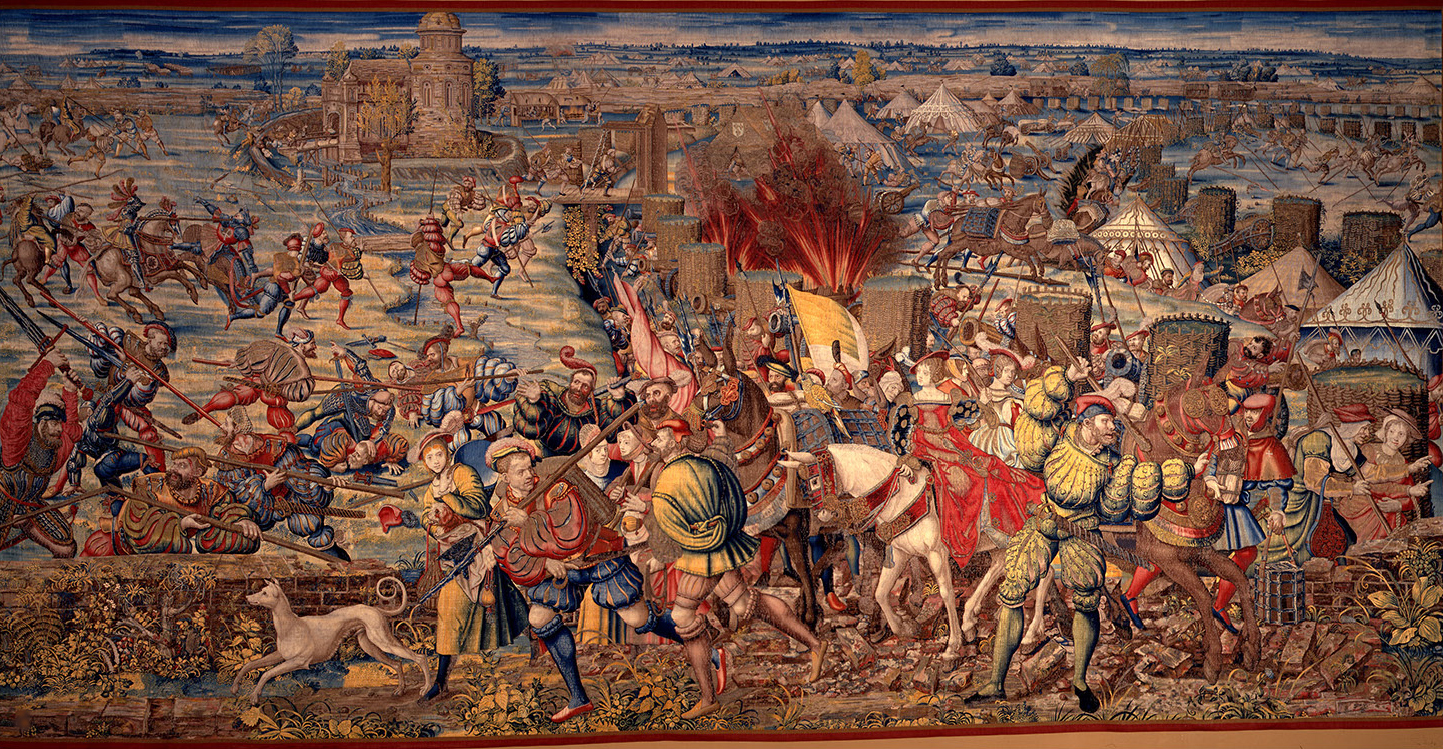
Гобелен «Баталія в Павії»

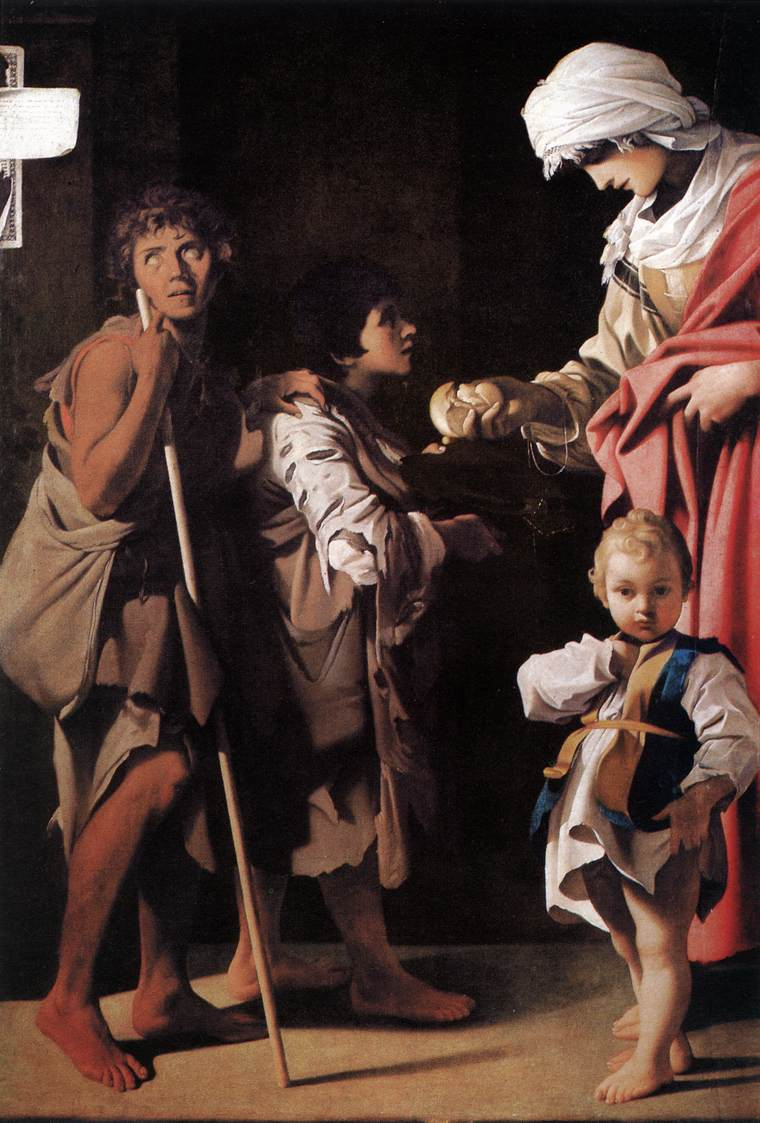
Бартоломео Скедоне. «Милостиня сліпому».
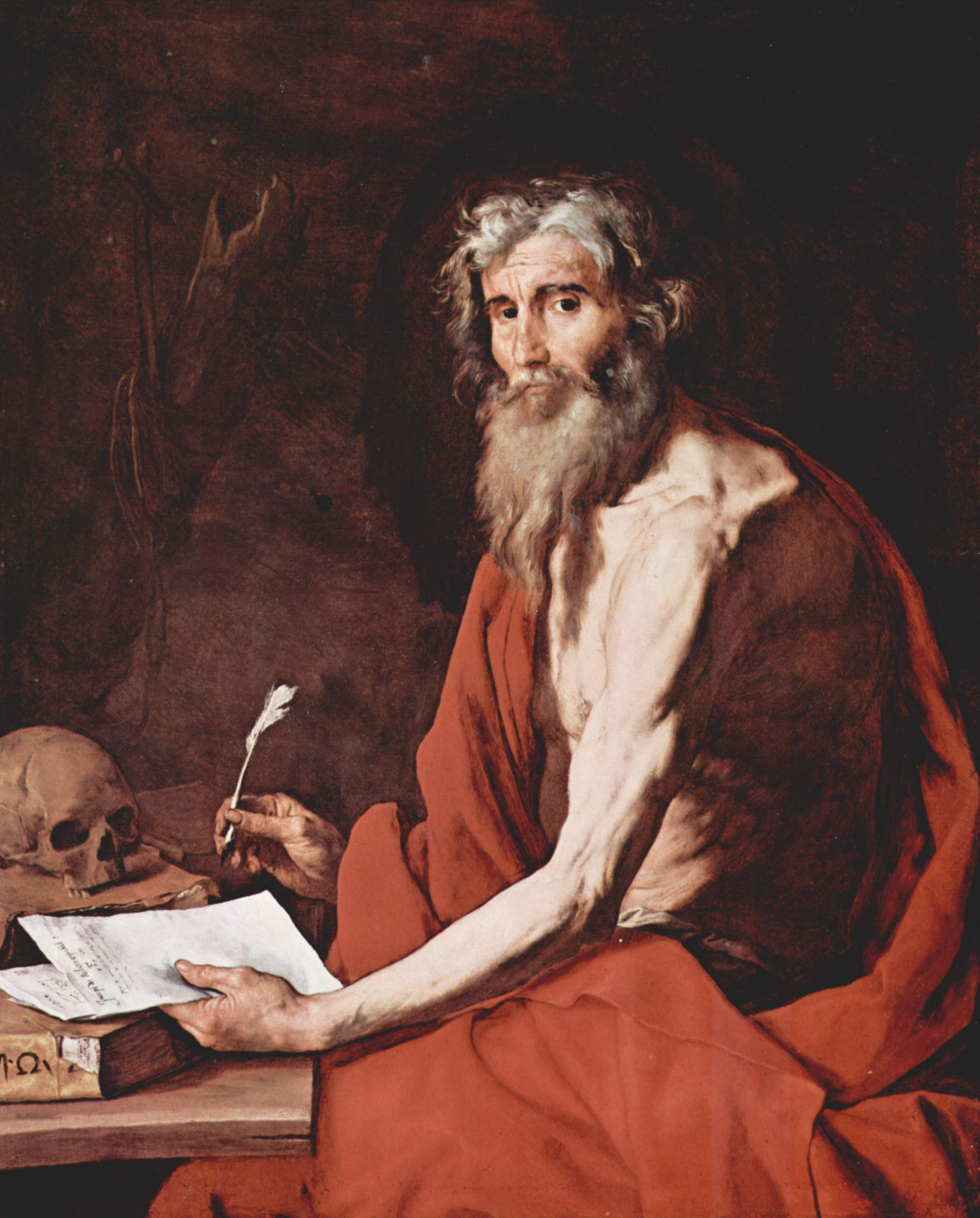
Хосе де Рібера. «Св.Єронім»
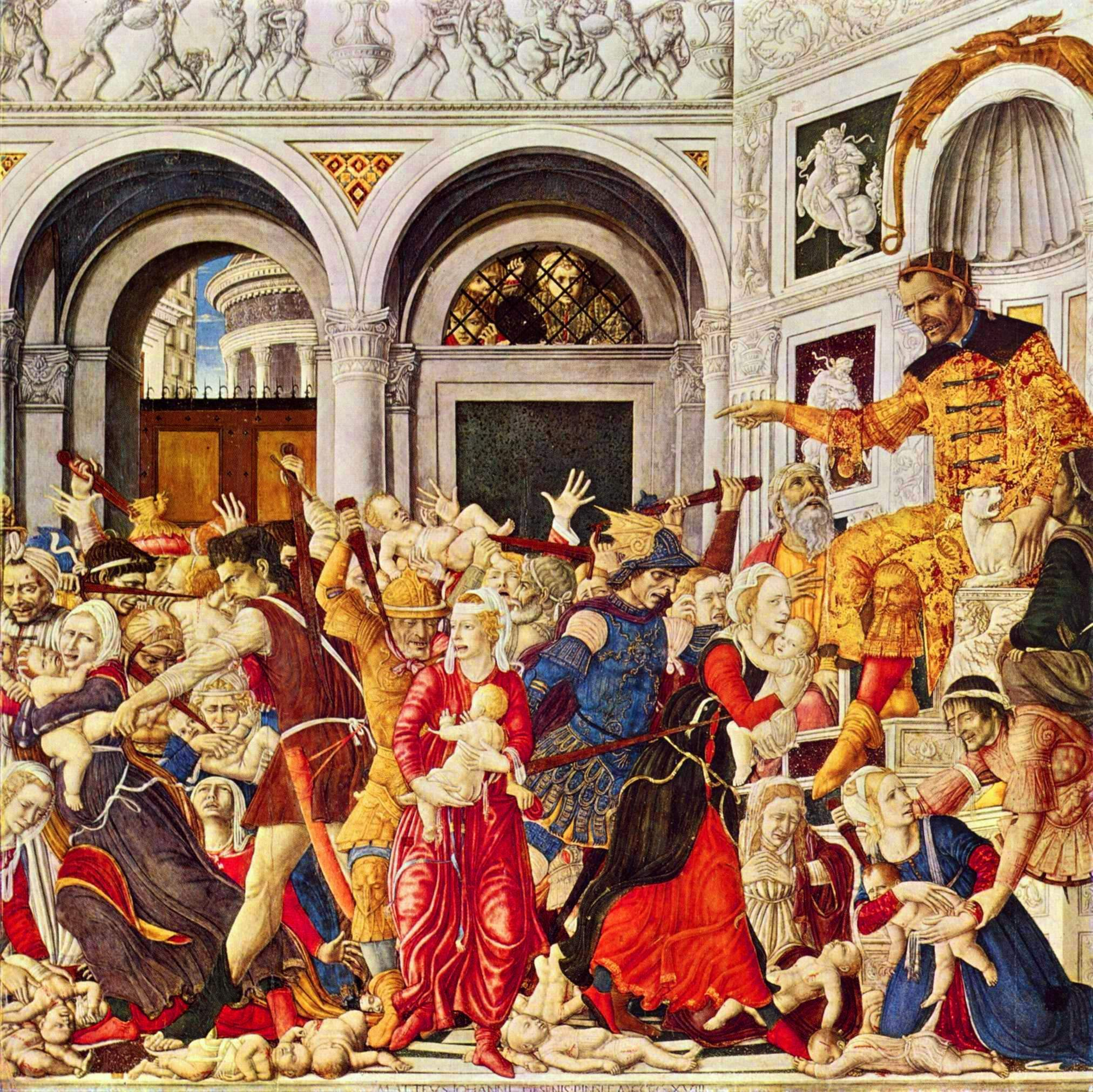
Маттео ді Джованні. «Винищення немовлят за наказом царя Ірода»

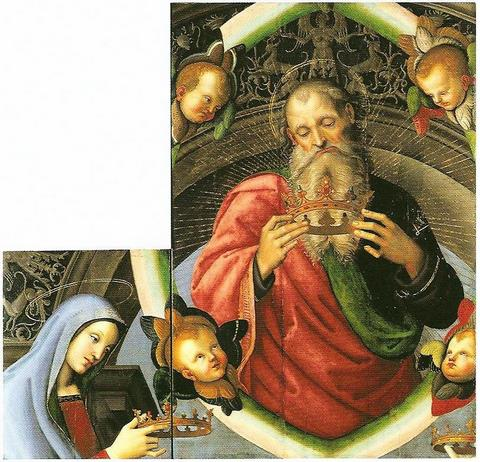
Рафаель Санті,фрагменти картини.
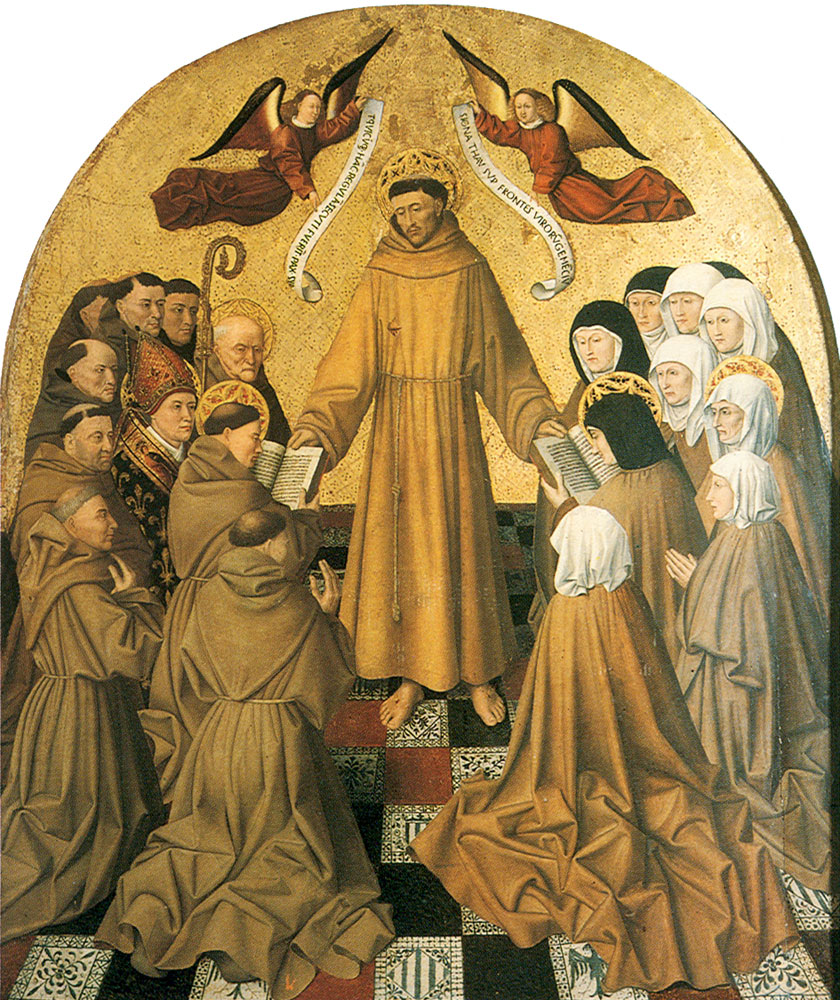
Колантоніо. «Франциск Ассізький надає устави ордену ченцям - францисканцям та кларискам» (жіночій гілці францисканського ордену), середина 15 ст.